# Amsterdamer Impressionismus

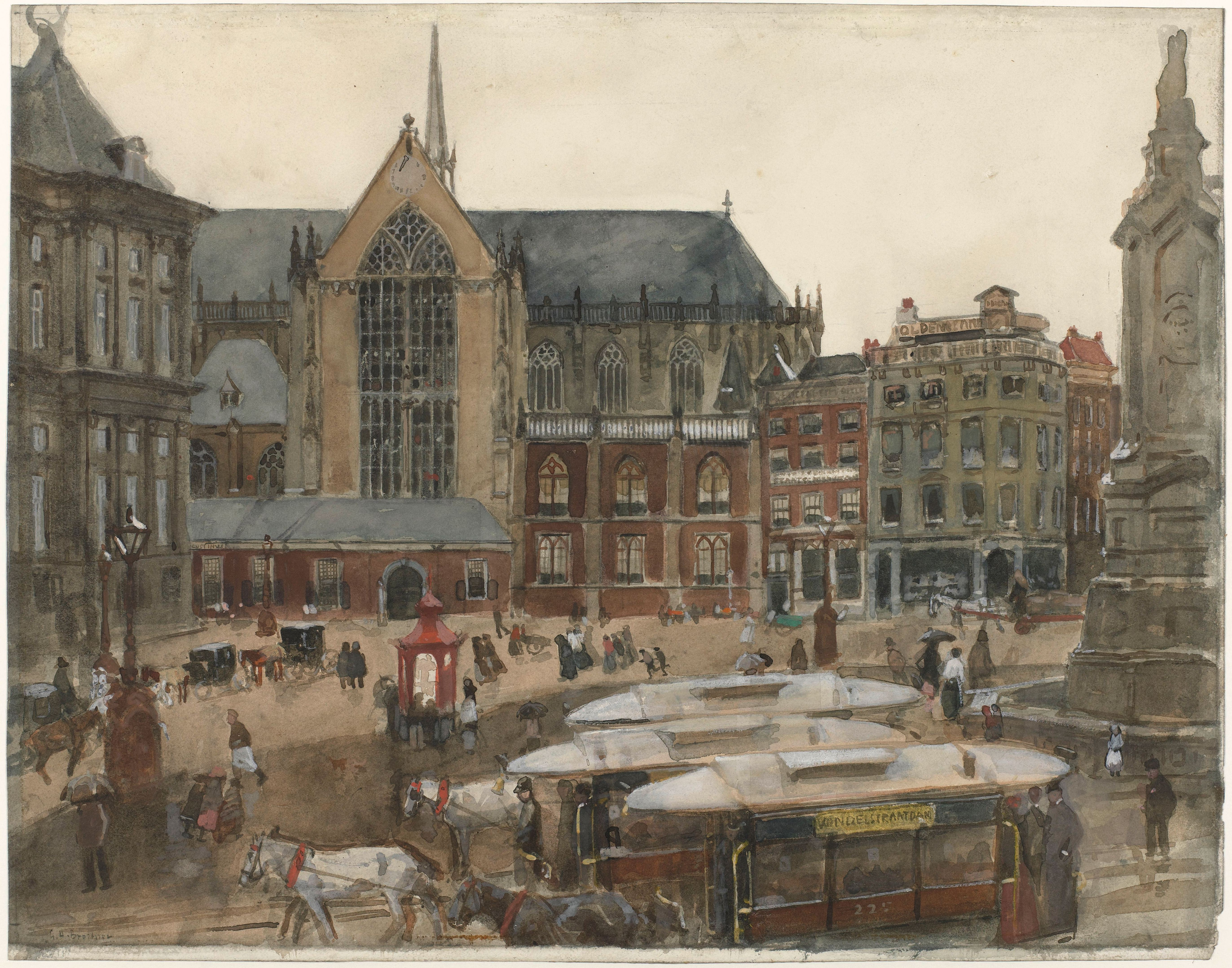
George Hendrik Breitner, The Dam, Amsterdam, circa 1895, 40 cm × 51 cm, Rijksmuseum, Amsterdam

Der Amsterdamer Impressionismus war eine niederländische Kunstströmung des ausgehenden 19. Jahrhunderts.

## Geschichte
Der Amsterdamer Impressionismus wurzelt in der Haager Schule und wurde in Amsterdam vor allem von einer jungen Künstlergeneration übernommen. Die Maler beider Strömungen malten impressionistisch, die beiden Schulen unterschieden sich vor allem in der Themenwahl: Während die Haager Maler Landschaften und Meeresdarstellungen bevorzugten und das Atmosphärische betonten, waren die Amsterdamer Maler auf das realistische Alltagsleben in der niederländischen Städten konzentriert.
Als bedeutende Vertreter der Amsterdamer Impressionisten gelten George Hendrik Breitner, Isaac Israëls und Willem Witsen. Sie studierten an der Rijksakademie van beeldende kunsten bei Dozenten, die den hergebrachten Traditionen weniger verhaftet waren. 1882 gründeten sie den Freundeskreis „St. Lucas“ (der Schutzpatron der Maler), um die künstlerischen Fächer an der Akademie und die kollegialen Beziehungen unter den Studenten zu fördern. Zudem trafen sie sich die Mitglieder wöchentlich zu Kunstbetrachtungen und Vorträgen.
Im Jahr 1880 war Breitner als Zwanzigjähriger in Den Haag über die Künstlervereinigung Pulchri Studio mit Vertretern der Haager Schule, wie Jozef Israëls, Jacob Maris, Anton Mauve und anderen in Kontakt gekommen. Er arbeitete im Haager Atelier von Willem Maris und half ein Jahr darauf Hendrik Willem Mesdag in Scheveningen beim Malen des bekannten Panoramas. 1886, nach einer zweijährigen Ausbildung bei Fernand Cormon in Paris kehrte er in die Niederlande zurück und ließ sich in Amsterdam nieder. Er löste sich vom Stil der Haager Schule und begann, Amsterdamer Stadtszenen und Stadtansichten zu malen. Er arbeitete mit schnellen Pinselstrichen und versuchte, einen Eindruck vom Leben auf der Straße mit seinen Handwerkern, Hausfrauen, Hafenarbeitern, Straßenhunden zu vermitteln. Seine Zeichnungen boten oft ein graues, deprimierendes Bild von den Straßen der Hauptstadt. Deshalb sollte er später als der Maler des „Impressionisme noir“ bekannt werden.
Andere Amsterdamer Impressionisten waren Floris Hendrik Verster, Willem Bastiaan Tholen, Kees Heynsius, Willem de Zwart, Dirk van Haaren und Jan Toorop.

## Bedeutende Künstler dieser Bewegung
Eine Reihe von Künstlern, die der 2. Generation des Niederländischen Impressionismus zugerechnet werden, sind solche Namen wie
- Floris Arntzenius (1864–1925)
- Johan Braakensiek (1858–1940)
- Nicolaas Bastert (1854–1939)
- Cornelis de Bruin (1870–1940)
- George Hendrik Breitner (1857–1923)
- Dirk van Haaren (1878–1953)
- Kees Heynsius (1890–1981)
- Isaac Israëls (1865–1934)
- Hendrik Maarten Krabbé (1868–1931)
- Jacobus van Looy (1855–1930)
- Jan Thorn Prikker (1868–1932)
- Richard Roland Holst (1868–1938)
- Hobbe Smith (1862–1942)
- Willem Bastiaan Tholen (1860–1931)
- Johannes Theodorus Toorop (1858–1928)
- Floris Verster (1861–1927)
- Jan Hillebrand Wijsmuller (1855–1925)
- Willem Witsen (1860–1923)
- Willem de Zwart (1862–1931)

## Galerie der Amsterdamer Impressionisten

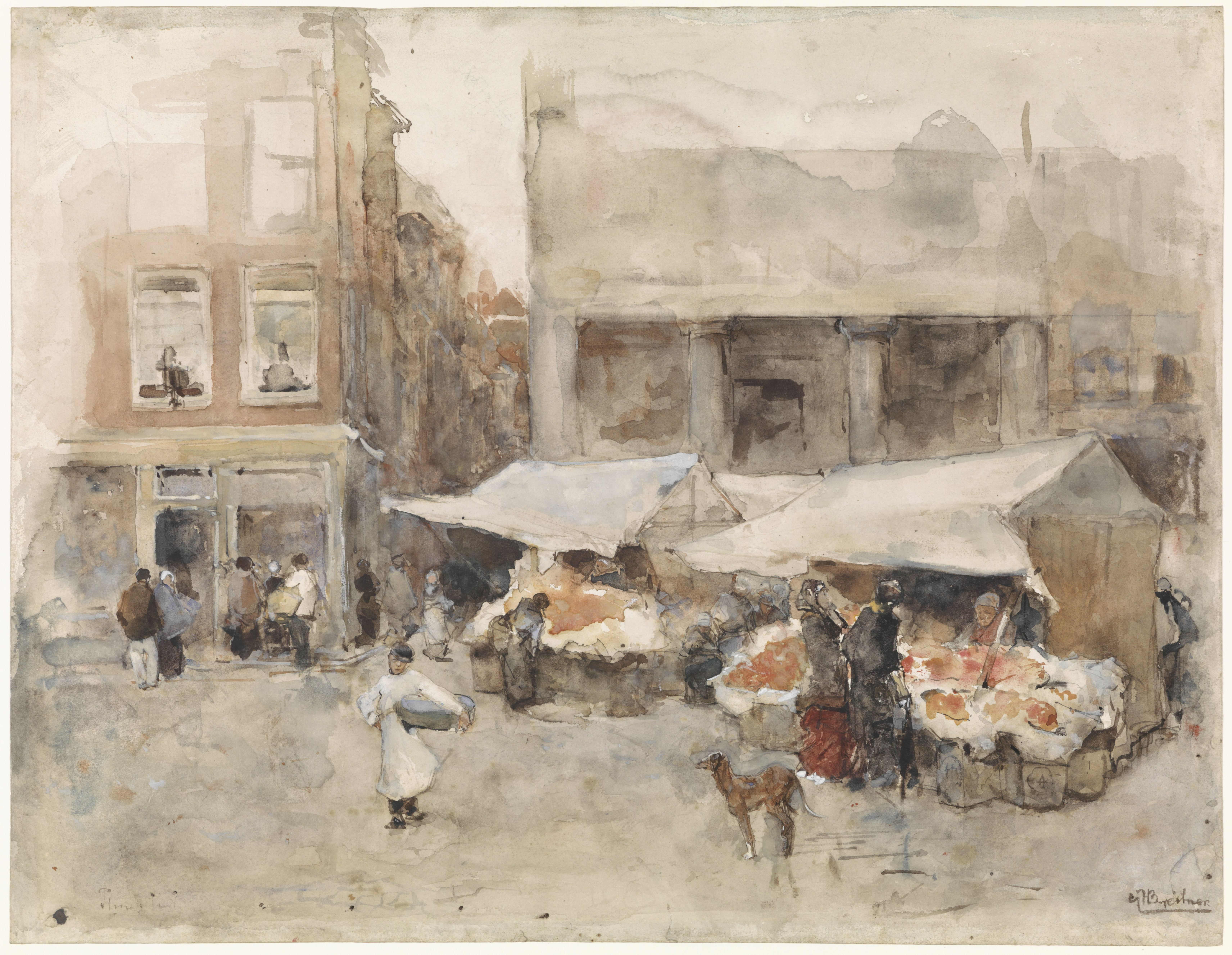
Floris Arntzenius (1874/1925): Markt mit Blumenständen, Rijksmuseum Amsterdam.
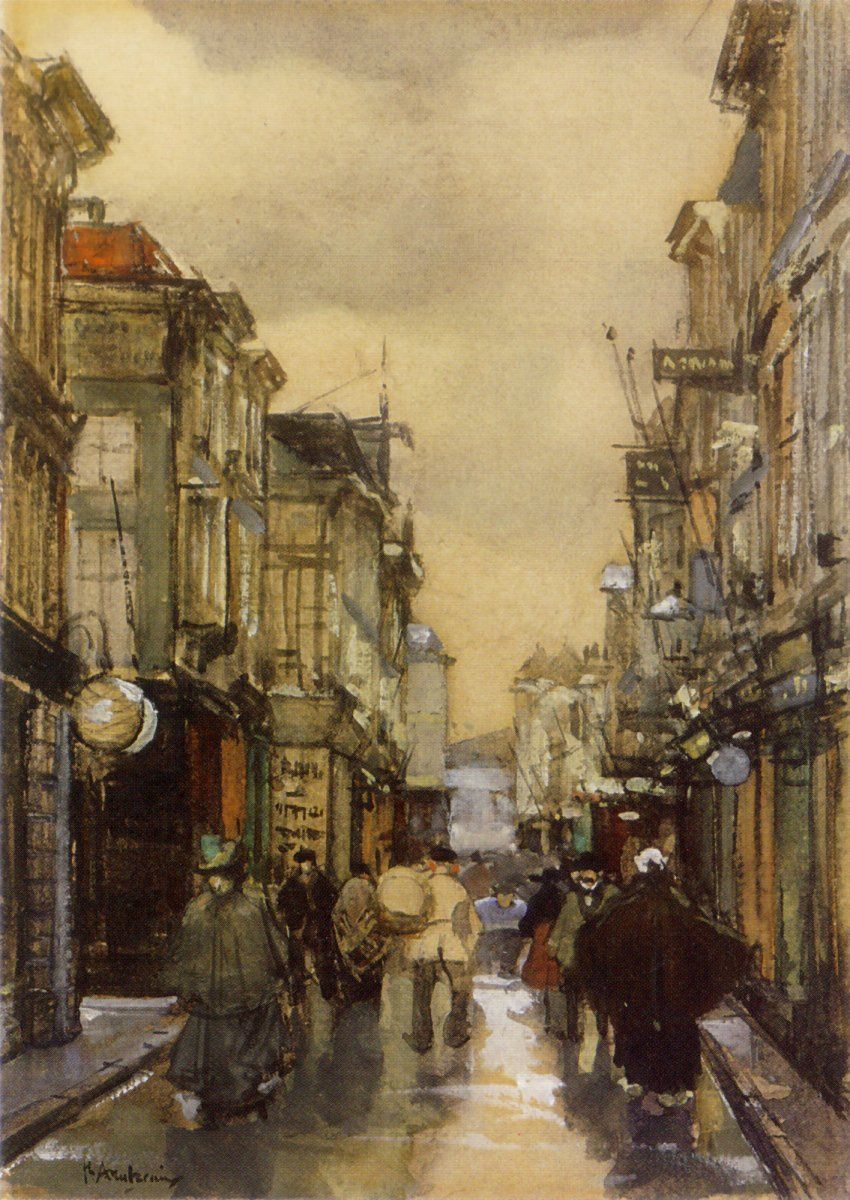
Floris Arntzenius (undatiert): Spuistraat in Den Haag, Privatbesitz.
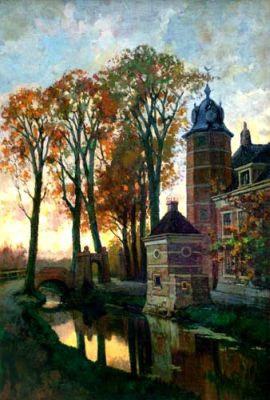
Nicolaas Bastert (1900): Huis ten Hoorn, Rijswijk, Privatbesitz.
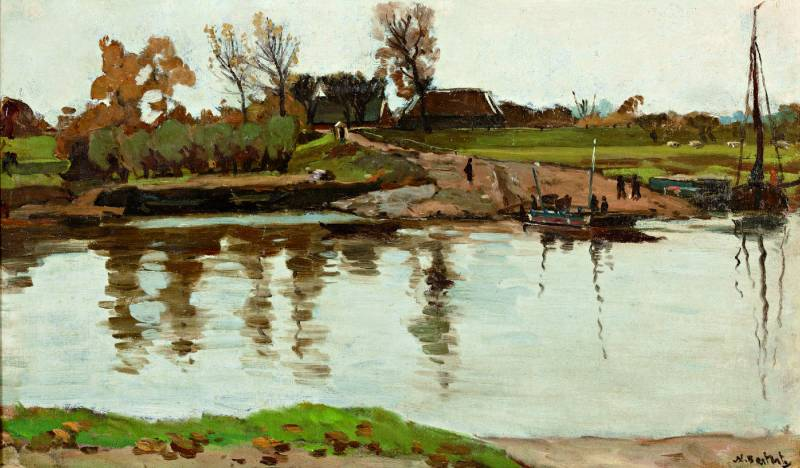
Nicolaas Bastert (1890): Veerpont aan de Vecht, Privatbesitz.
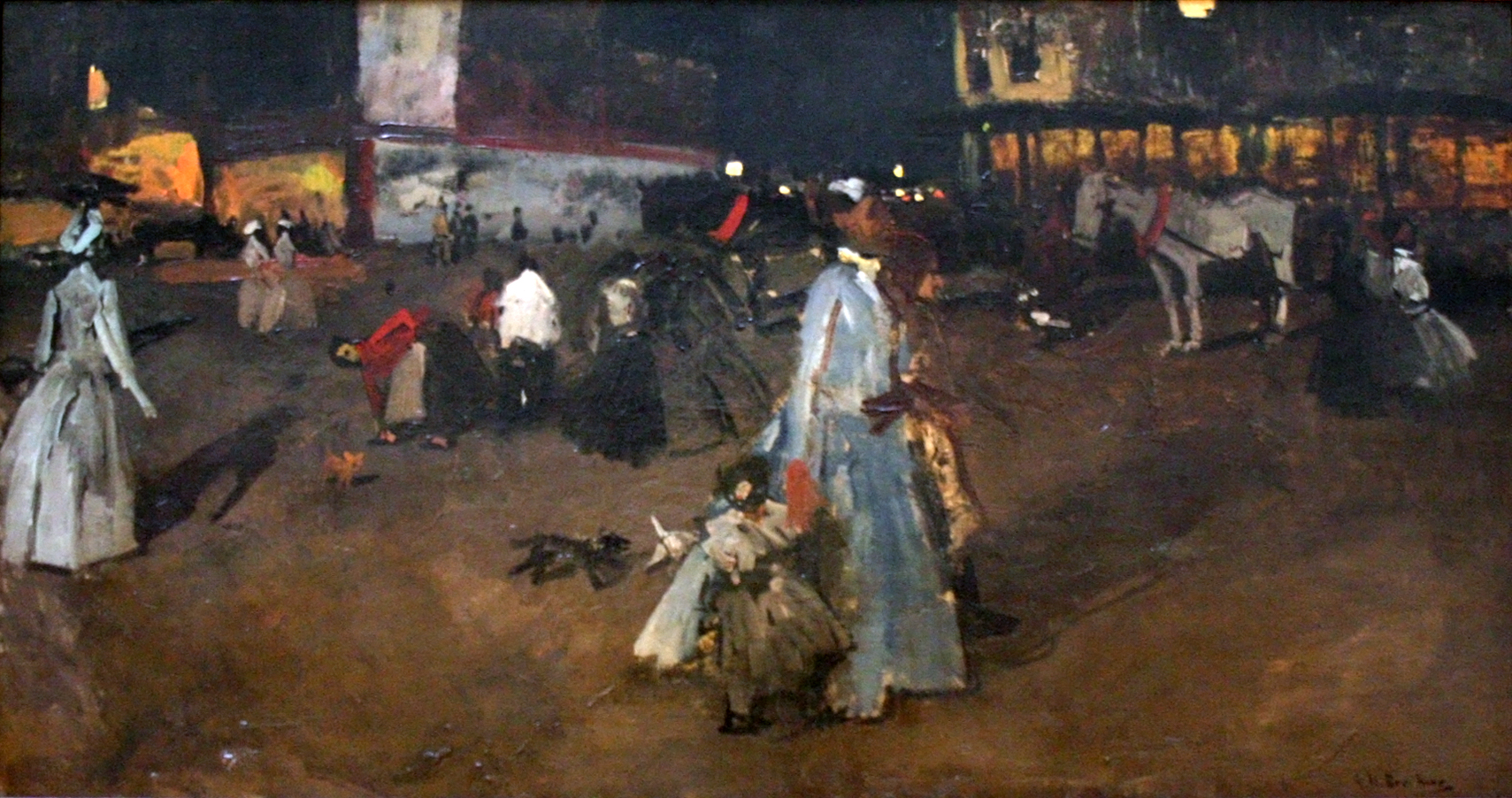
George Hendrik Breitner (1890): Avond op de Dam in Amsterdam, Royal Museum of fine Arts Antwerpen.
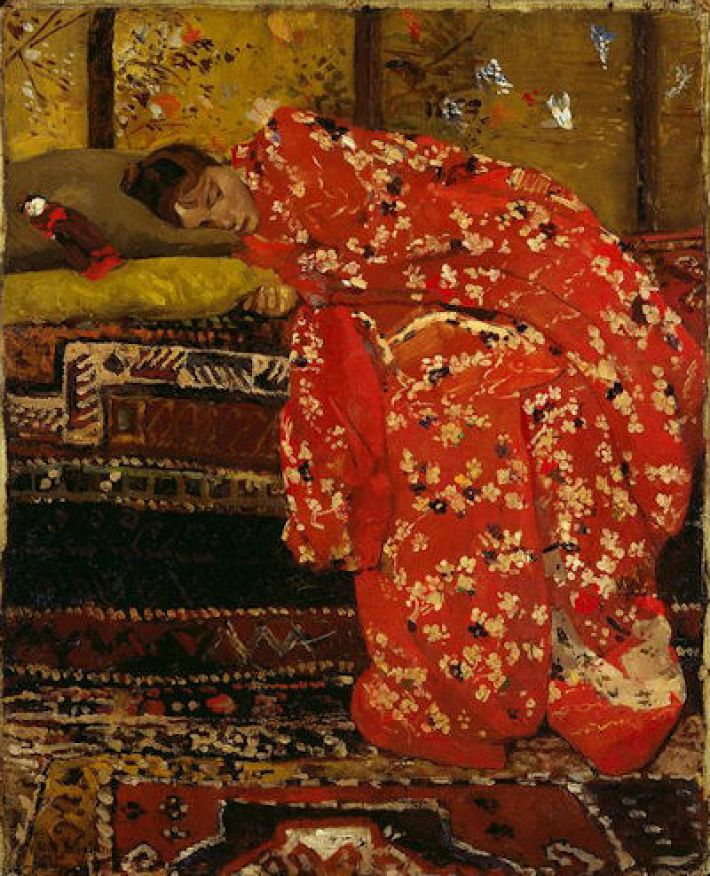
George Hendrik Breitner (1893/95): Girl in a Red Kimono - Geisha Kwak, privat.
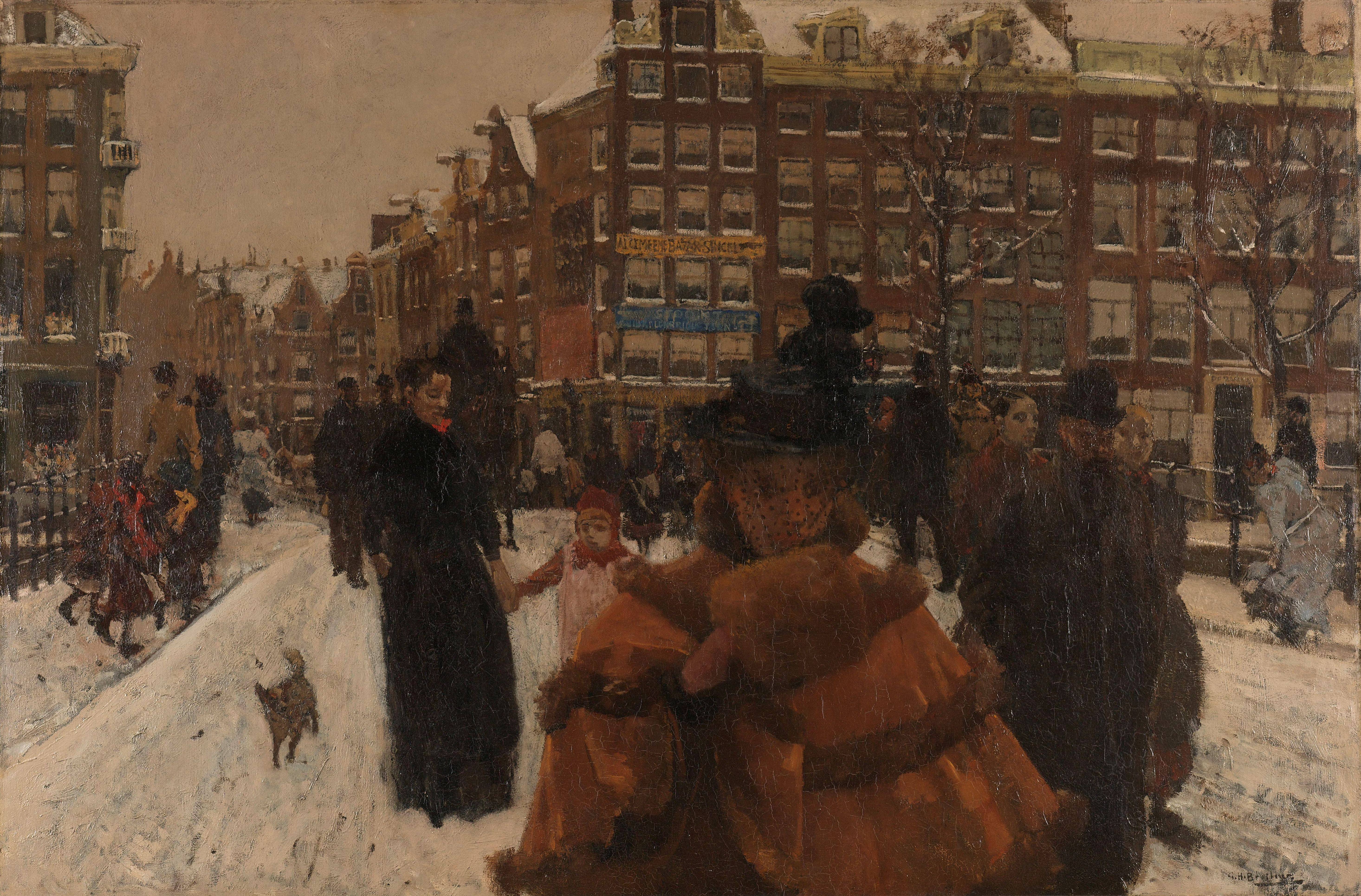
Georg Hendrik Breitner (1890): Die Singelbrücke bei der Paleisstraat in Amsterdam, Rijksmuseum Amsterdam.
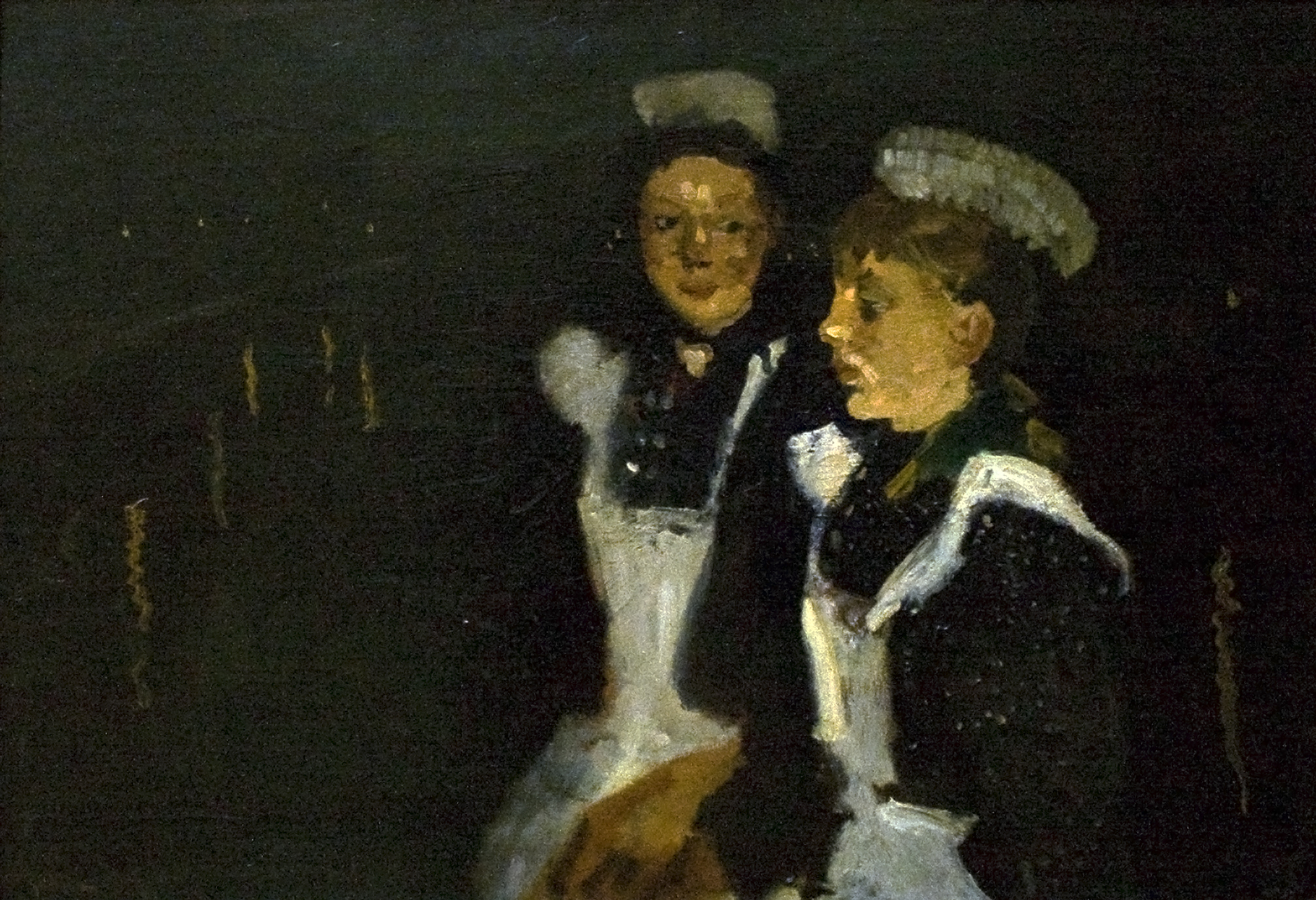
Georg Hendrik Breitner (1890): Zwei Dienerinnen, Teylers Museum Haarlem.
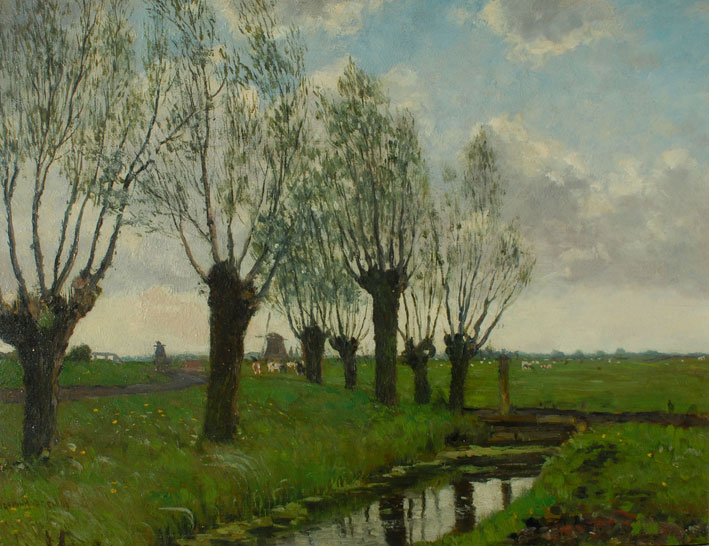
Dirk van Haaren (undatiert): Frühlingserwachen am Bach, Privatbesitz.
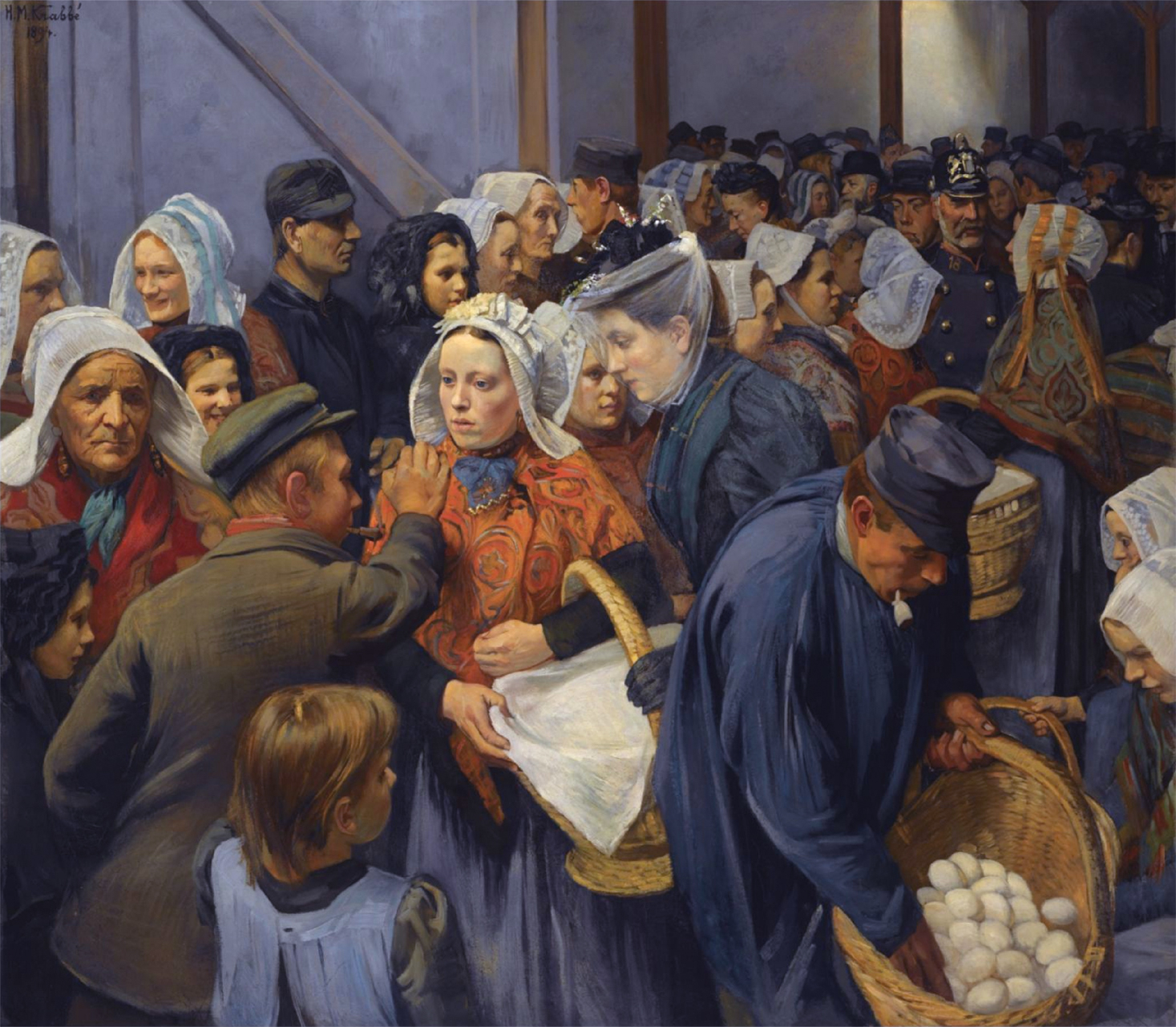
Heinrich Marten Krabbé (1894): Auf dem Markt von Brabant, Privatbesitz.
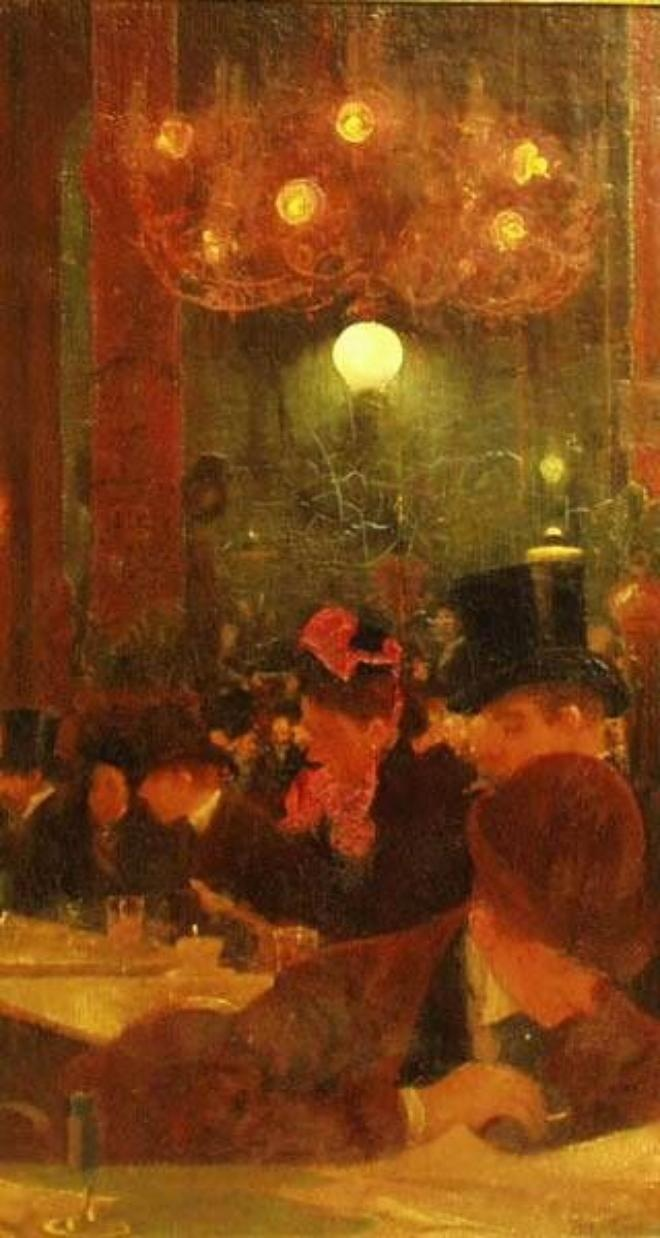
Jacobus van Looy (1890/95): Café, Franz-Hals-Museum Haarlem.
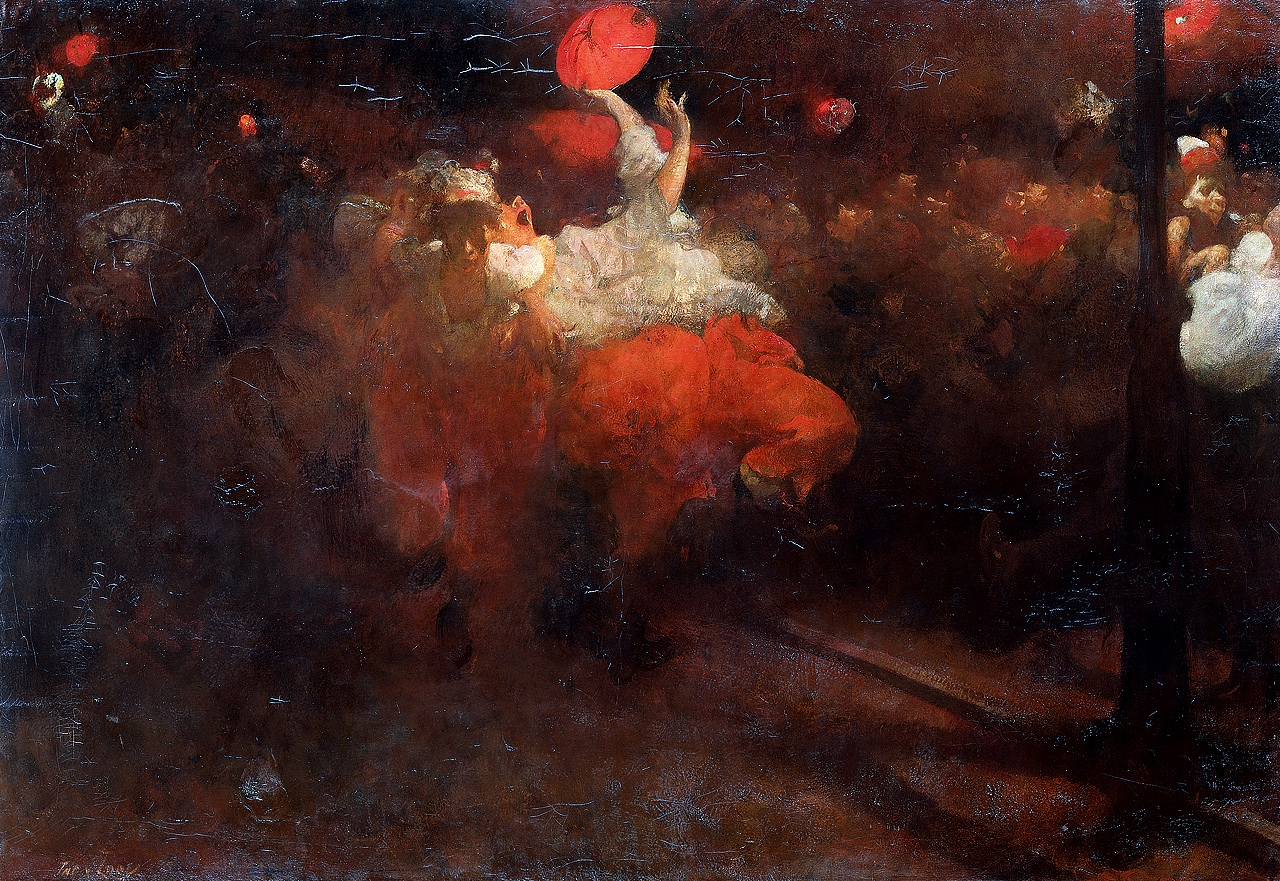
Jacobus van Looy (1890): Oranjefest, Privatbesitz.
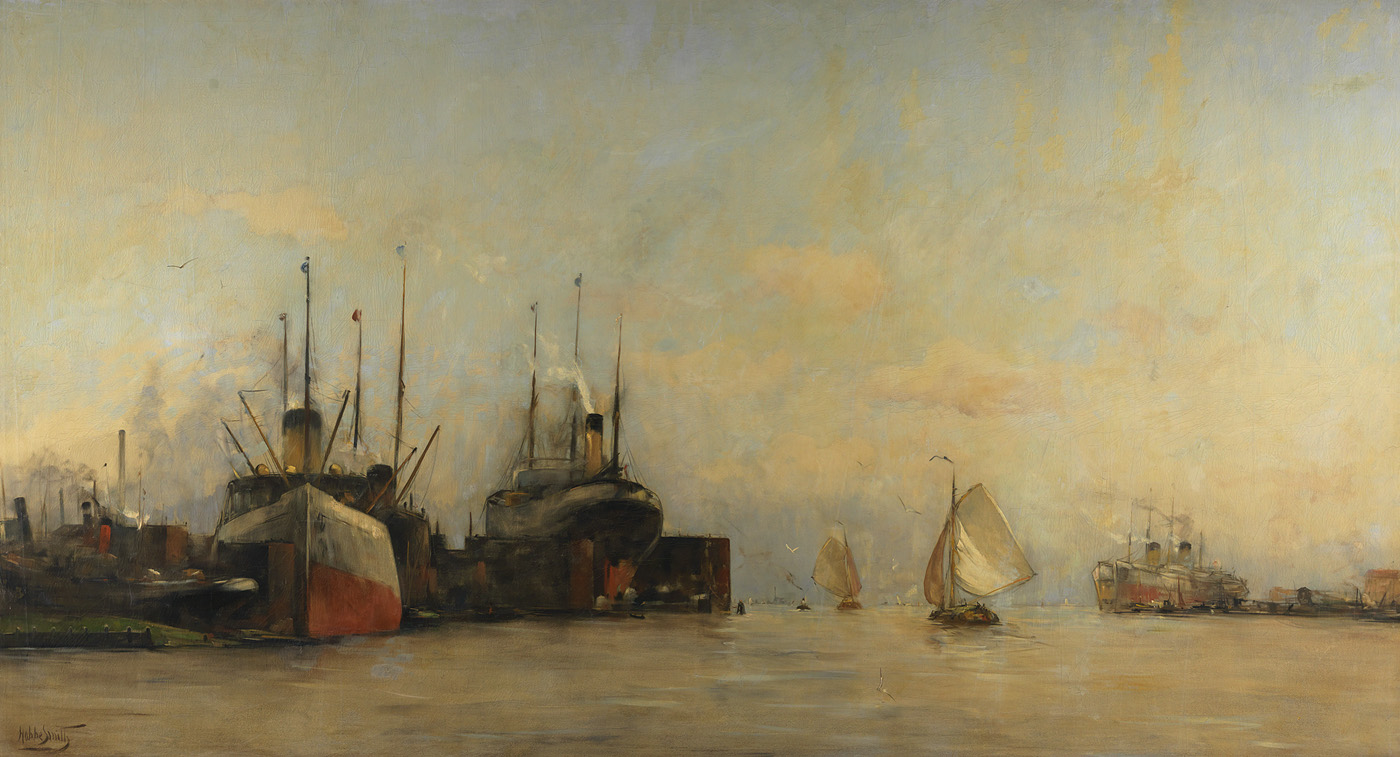
Hobbe Smith (1900): Gezicht op het IJ naar het oosten, met de dokken van de Amsterdamsche Droogdok Maatschappij en de kop van het IJ-eiland-Havengezicht van Amsterdam, Amsterdam Museum.
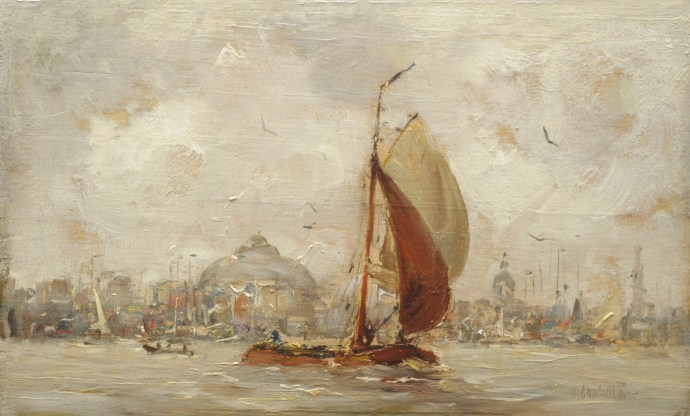
Hobbe Smith (1900): Ausfahrende Tjalk im Amsterdamer Hafen, Privatbesitz.
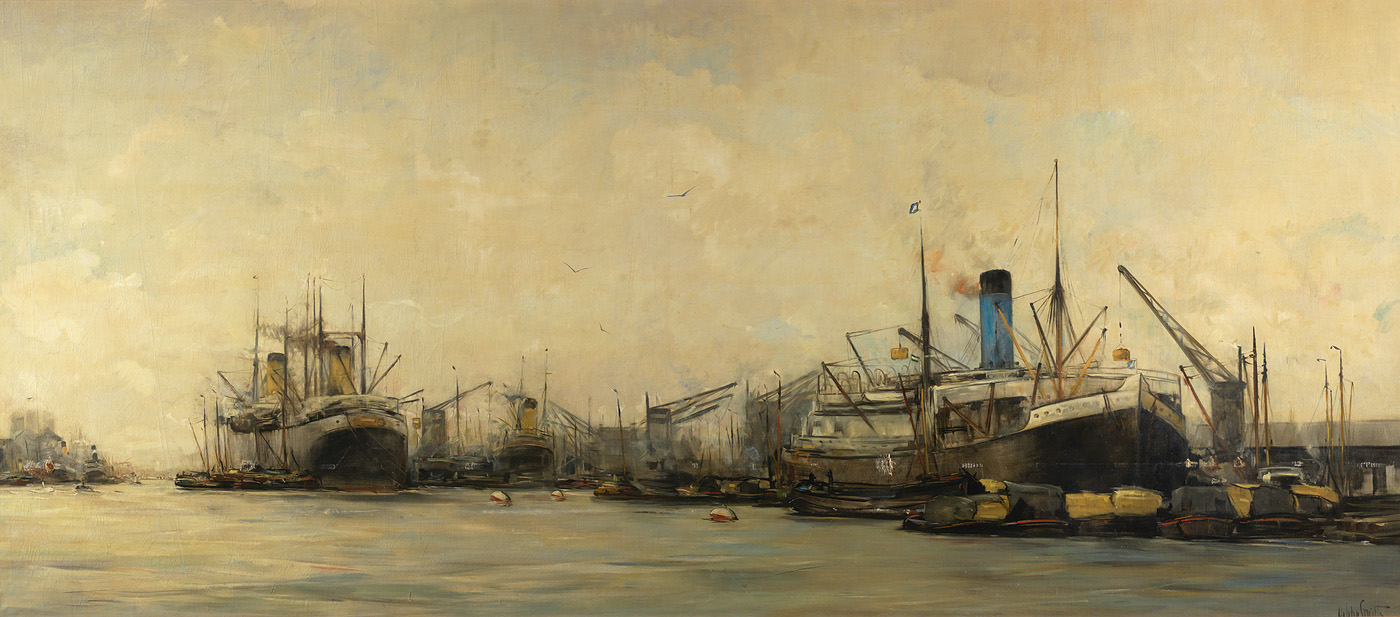
Hobbe Smith (1913): Gezicht op de IJhaven en de Javakade naar het westen, met een “blauwpijper” van de Nederlandsche Stoomvaart Maatschappij Oceaan-Havengezicht het IJ ten zuiden v-d Handelskade, Amsterdam Museum.
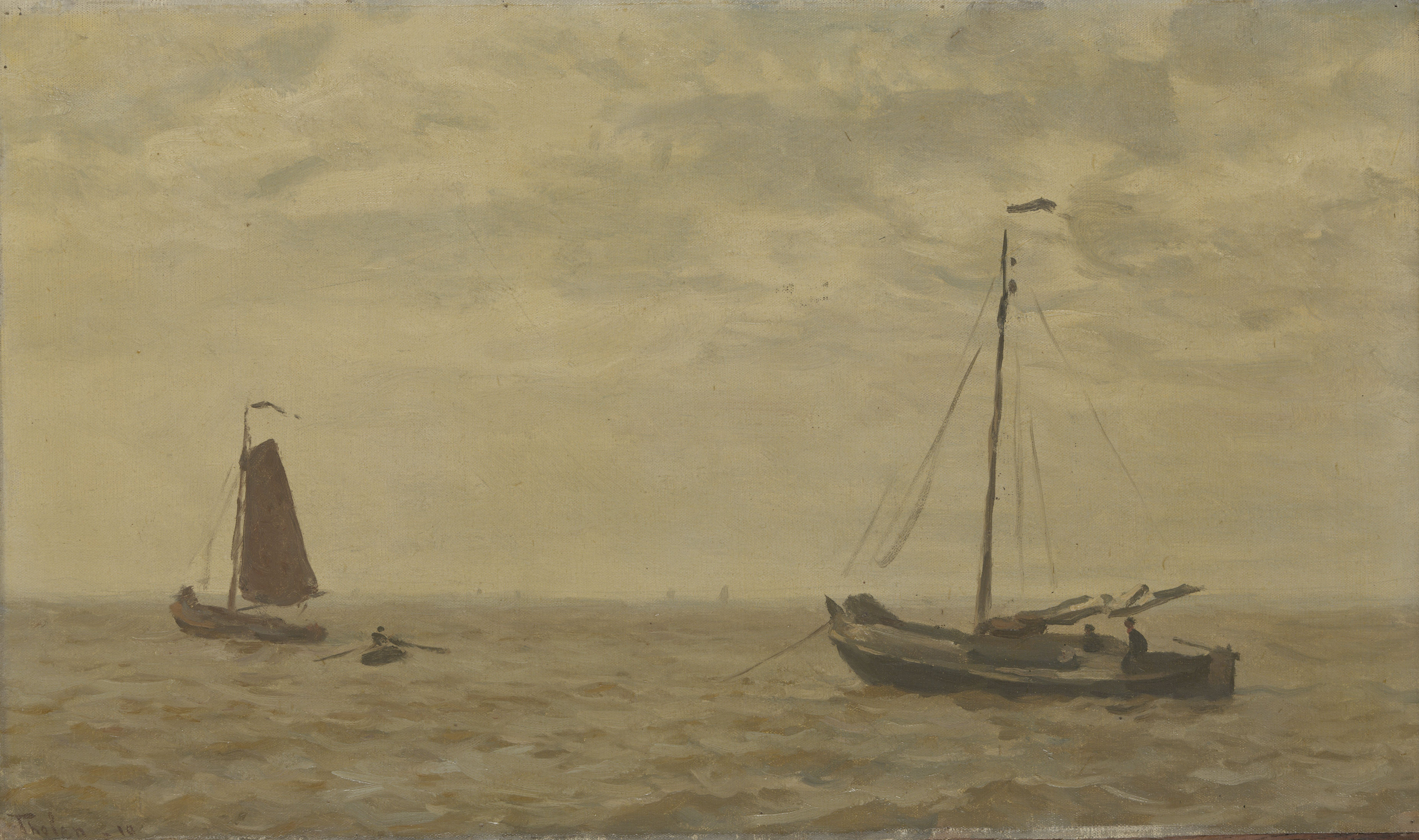
Willem Bastiaan Tholen (1910): Seestück mit Fischerschuten, Rijksmuseum Amsterdam.
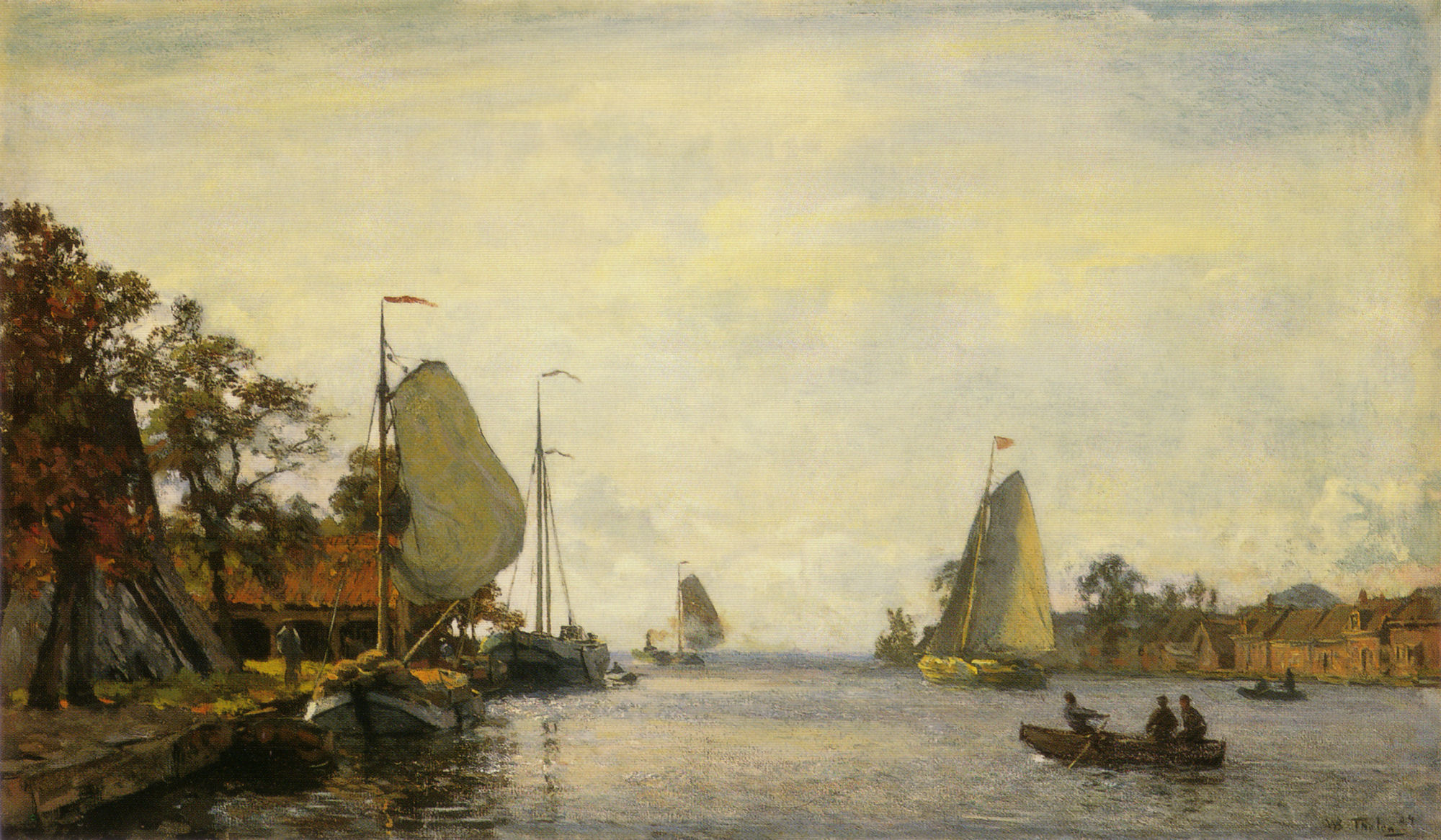
Willem Bastiaan Tholen (1904): Sommerliche Flußlandschaft mit Segelbooten, Privatbesitz.
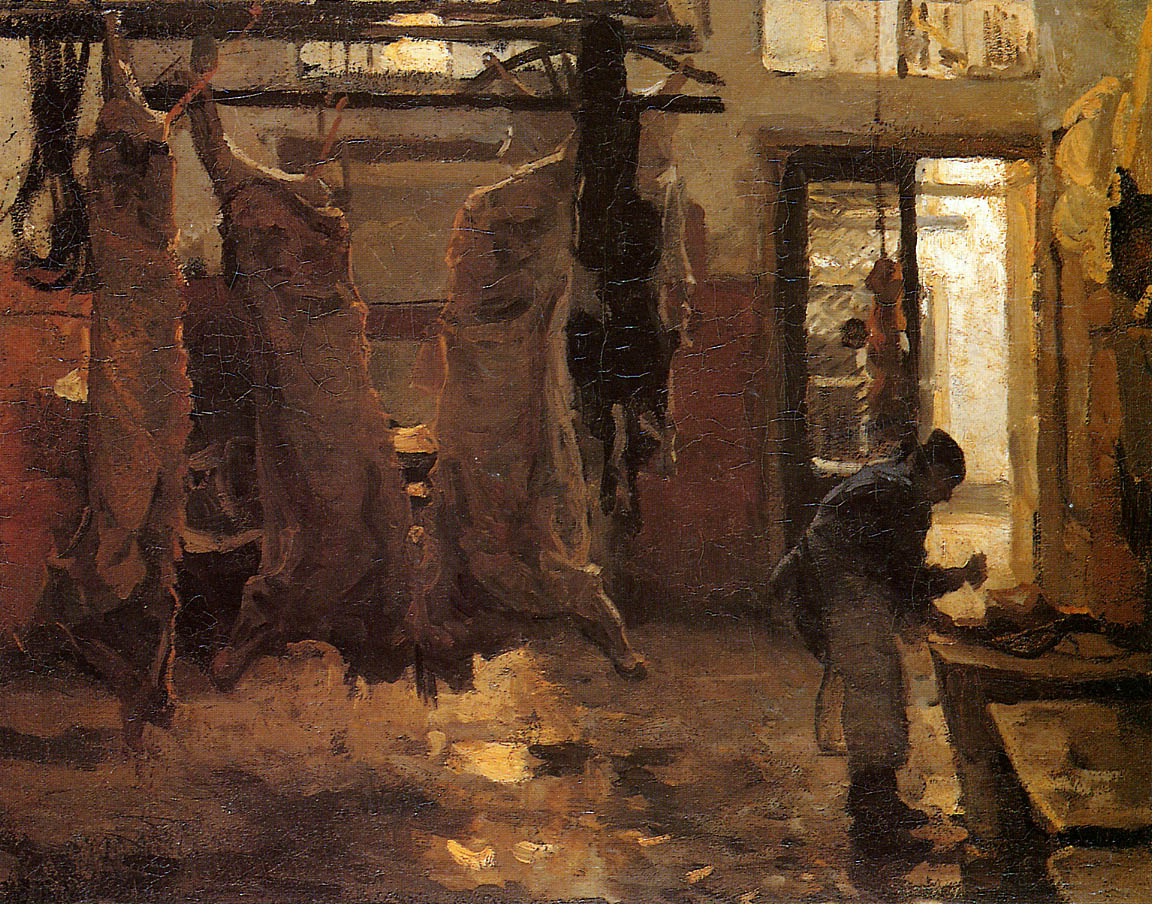
Willem Bastiaan Tholen (vor 1931): Sonnenstrahlen im Schlachthaus, Privatbesitz.
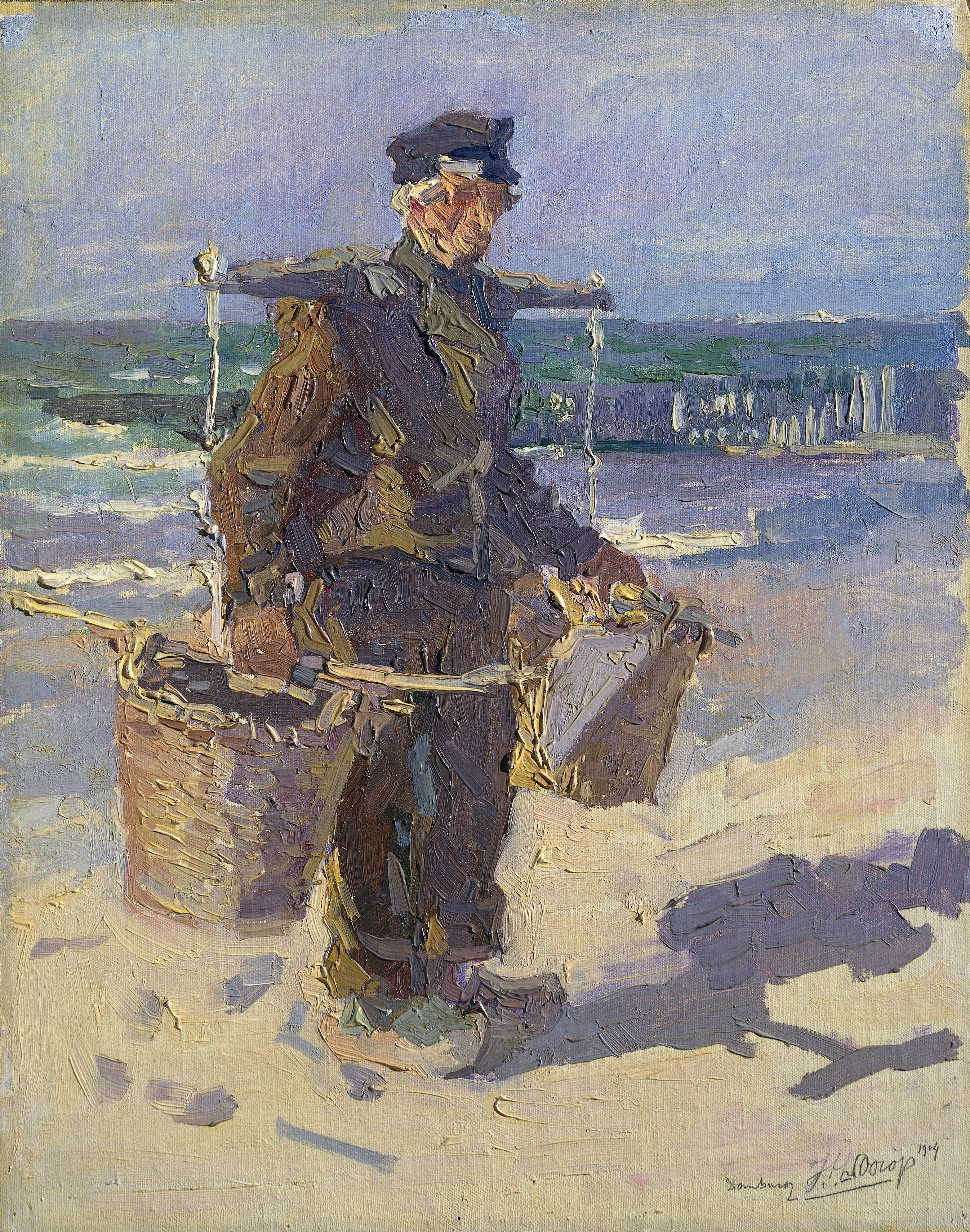
Jan Toorop (1904): De schelpenvisser, Rijksmuseum Amsterdam.
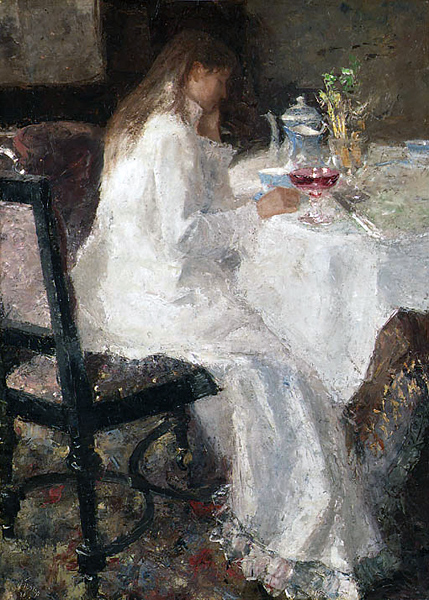
Jan Toorop (1886): Dame in Weiß (seine Frau Annie Hall), Privatbesitz.
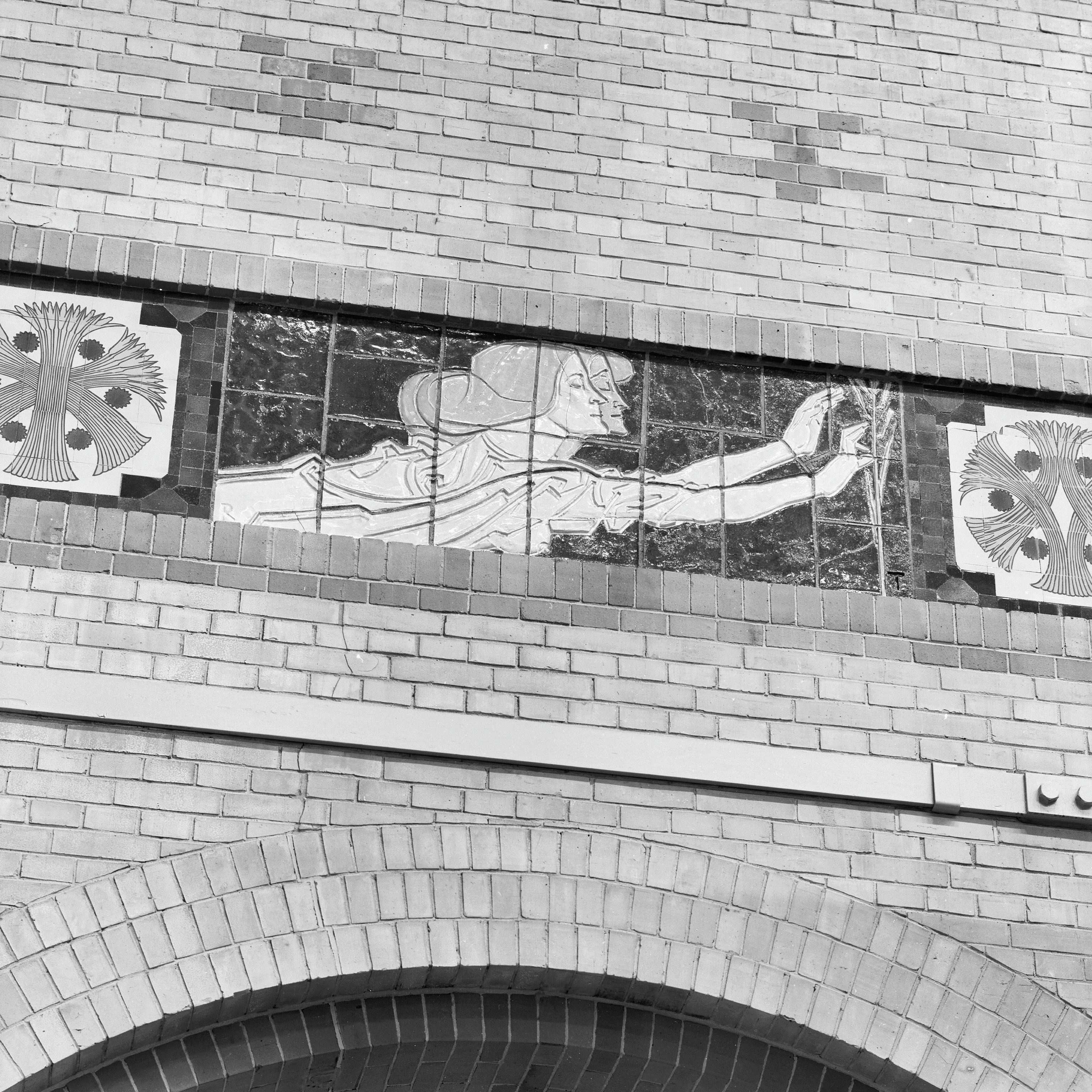
Johannes Theodorus Toorop: Graanbeurs, sectieltableaux Toorop - Amsterdam.
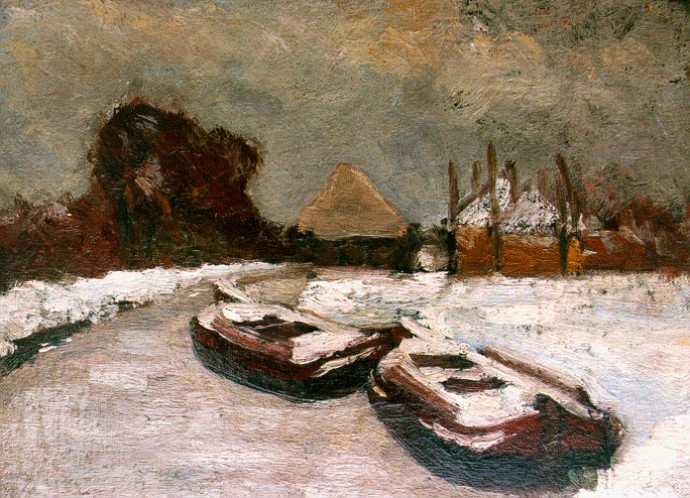
Floris Hendrik Verster (undatierte): Wintergesicht eines Dorfes am Wasser, Privatbesitz.
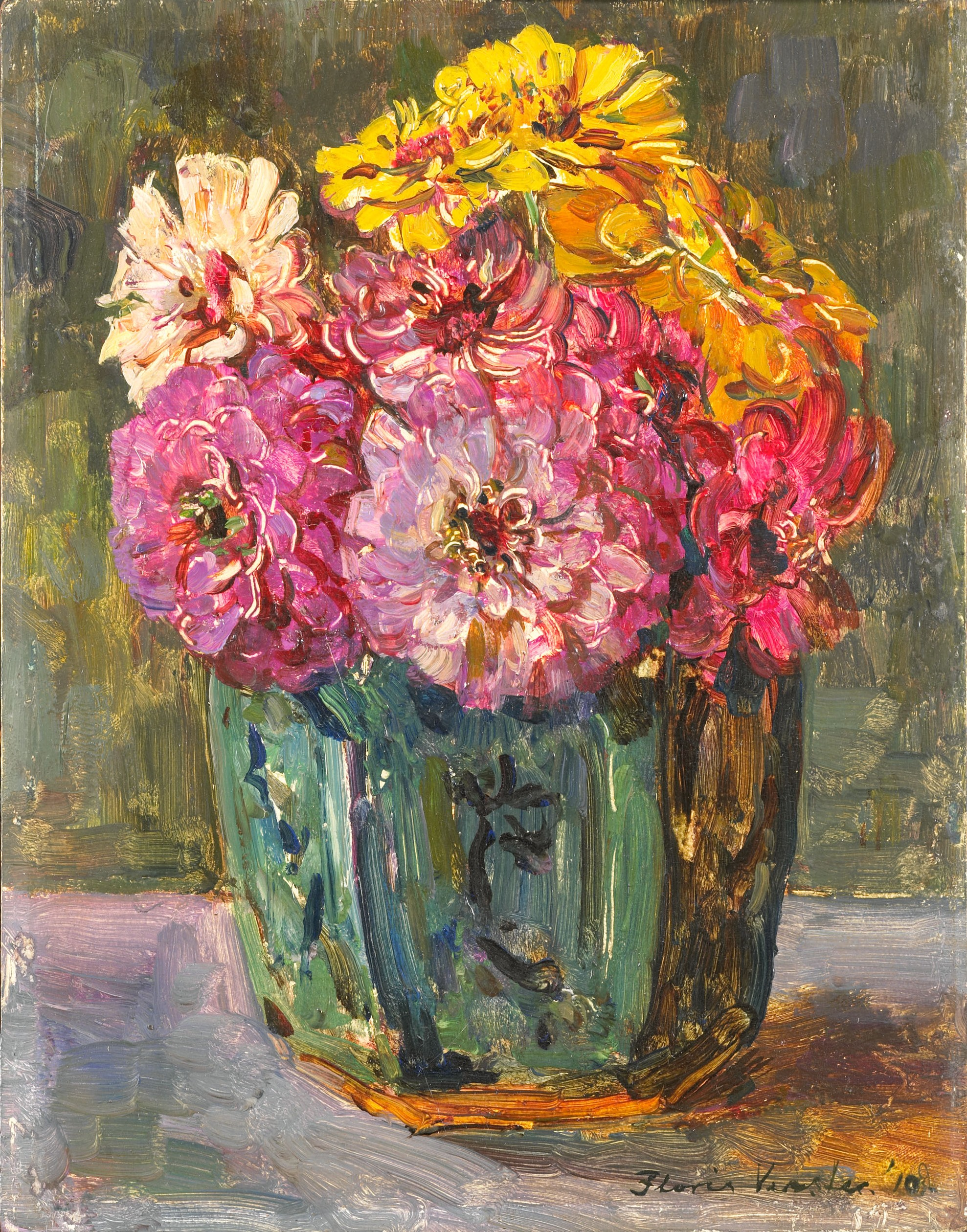
Floris Hendrik Verster (1910): Stilleven met zinnia's in een gemberpot, Rijksmuseum Amsterdam.
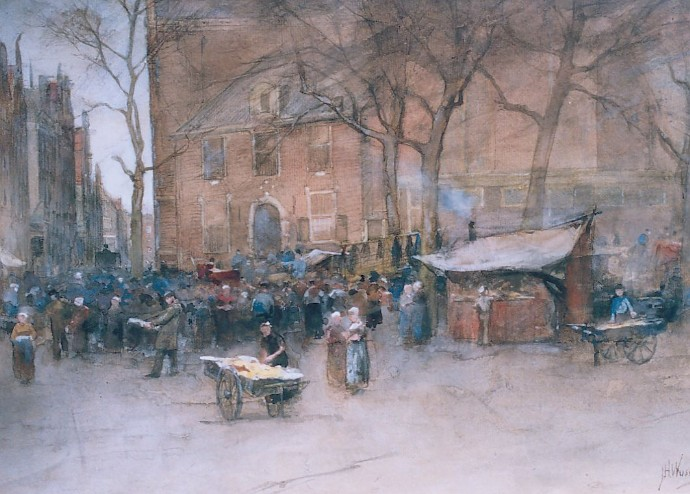
Jan Hillebrand Wijsmuller (1900): Markt bei der Nordkirche in Amsterdam, Privatbesitz.
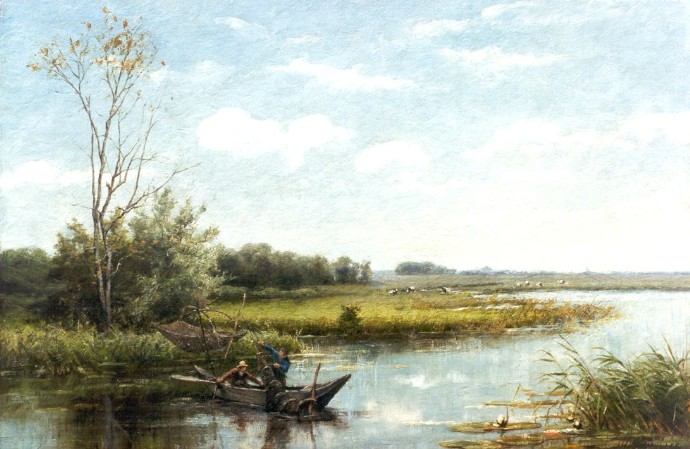
Jan Hillebrand Wijsmuller (um 1900): Ausbringen der Reusen, Privatbesitz.
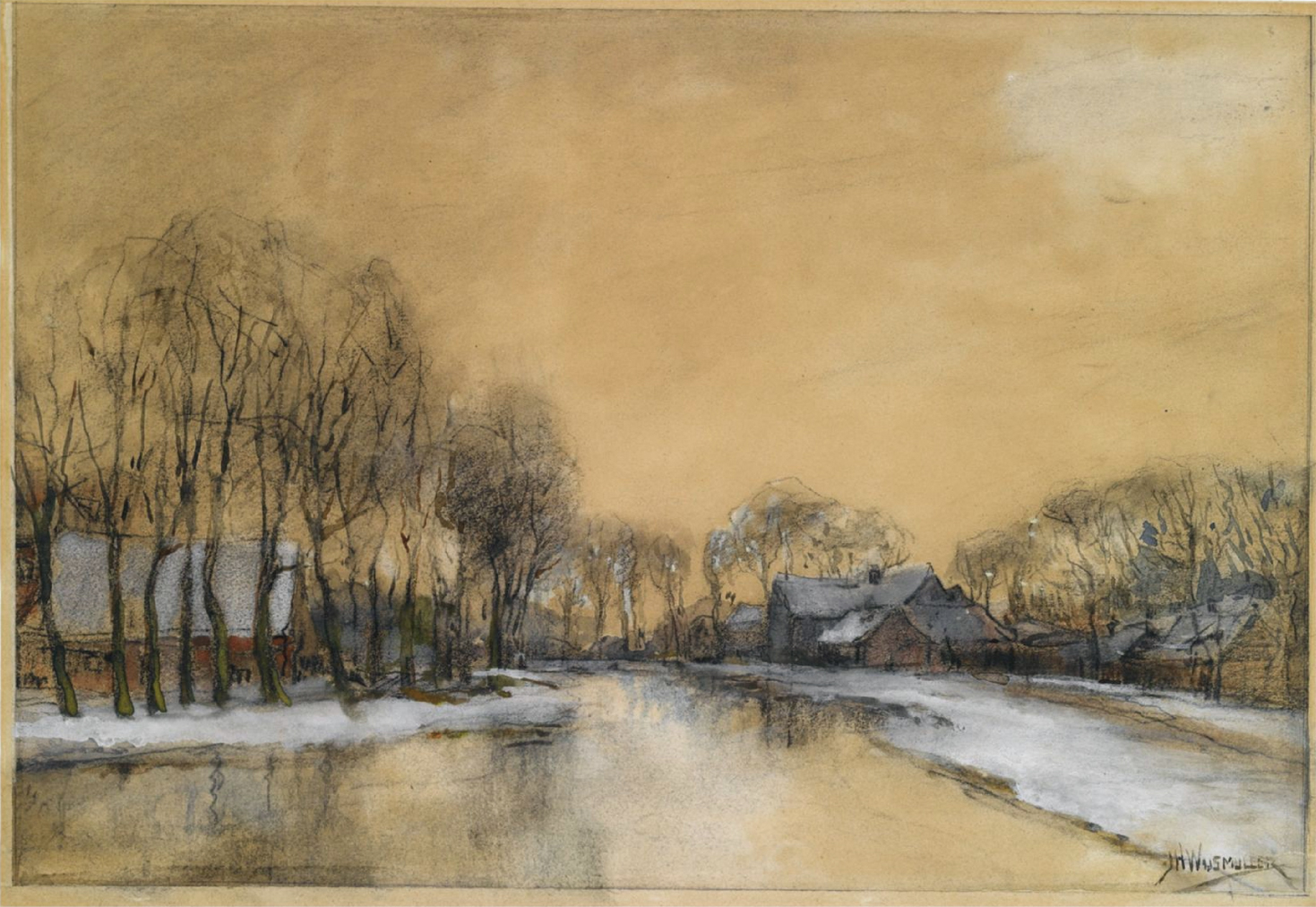
Jan Hillebrand Wijsmuller (undatiert): Winterlandschaft mit Häusern entlang eines Kanals, Privatbesitz.
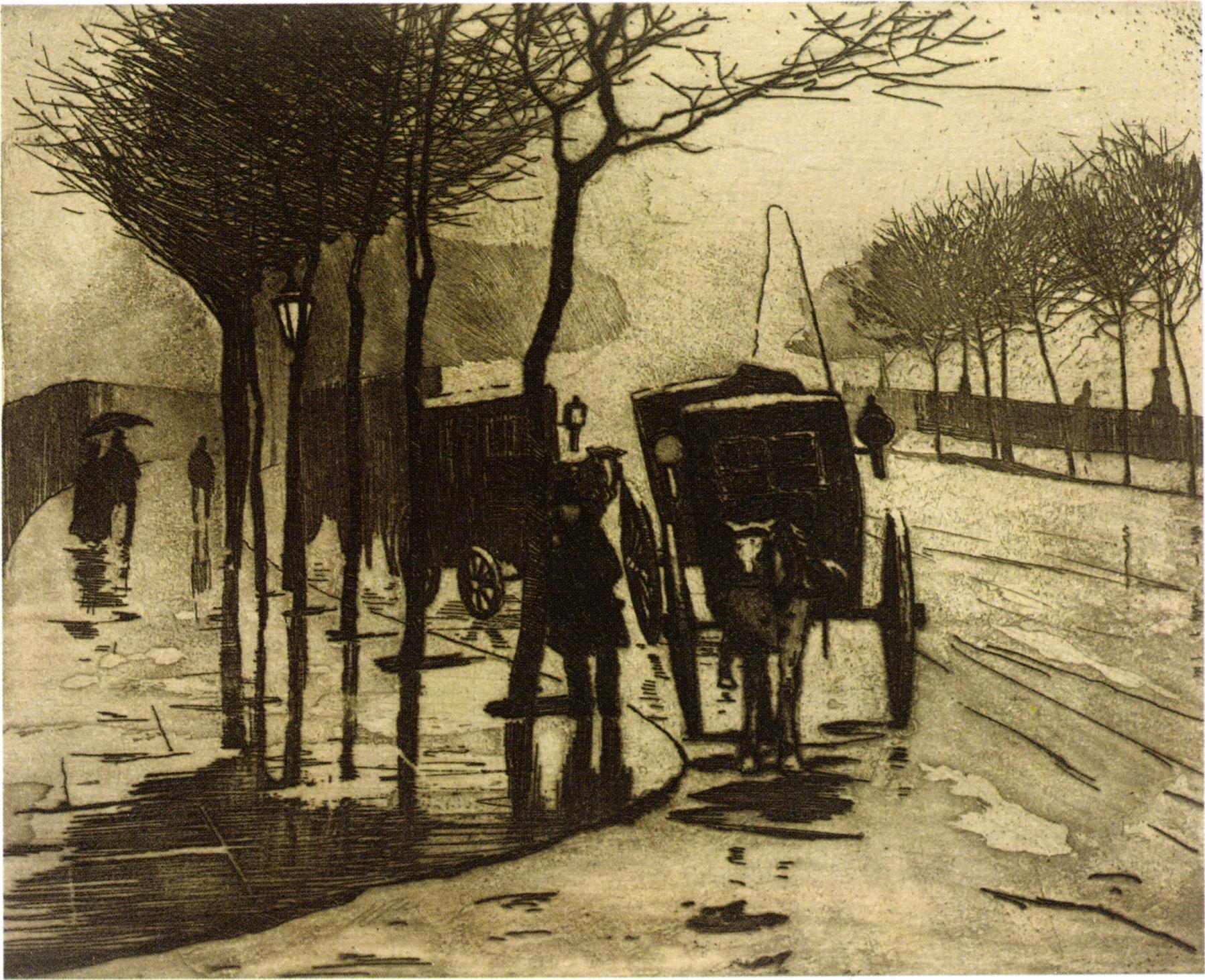
Willem Witsen (1908): Wartende Cabs in London, Museum Boijmans Beuningen Rotterdam.
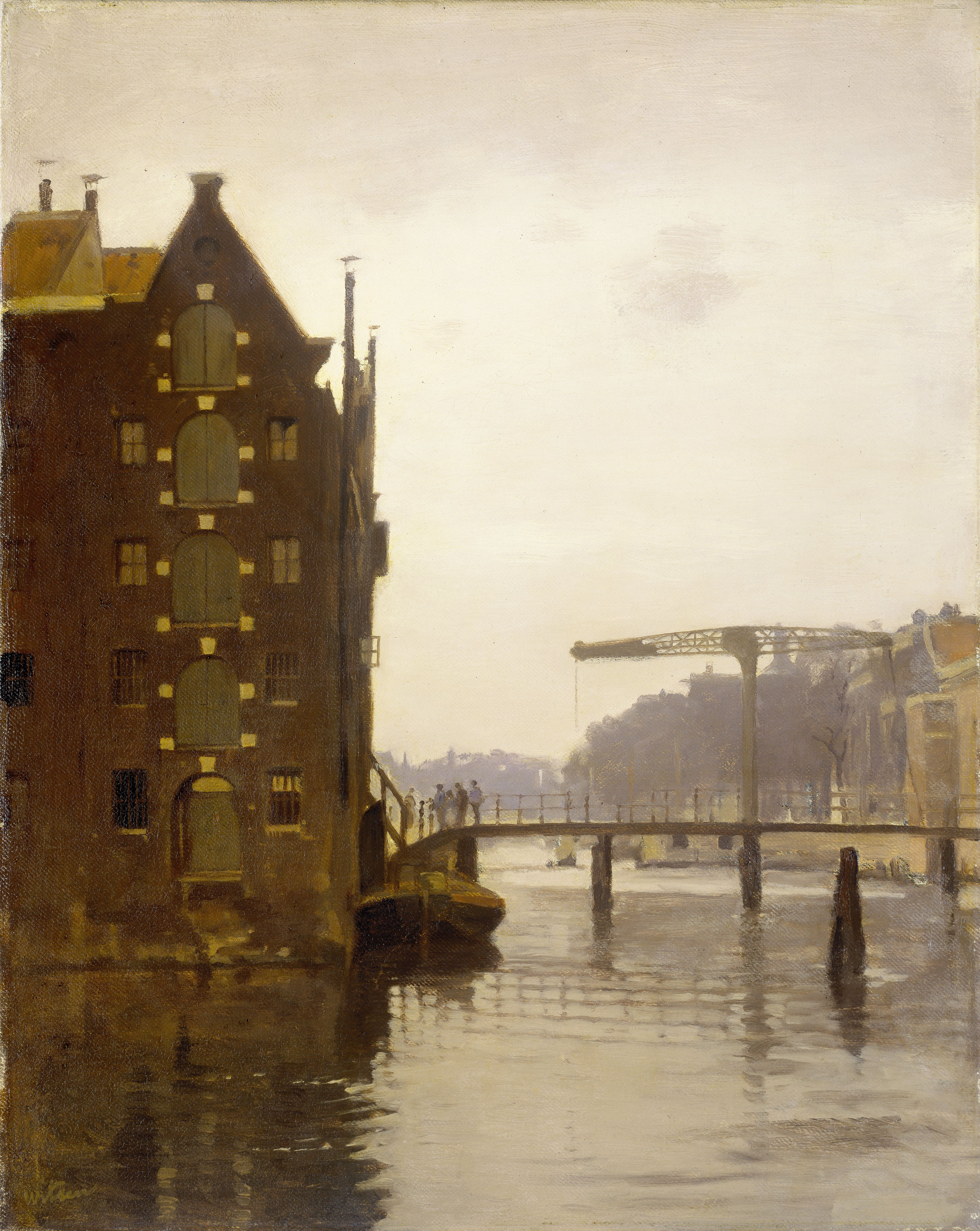
Willem Witsen (undatiert): Pakhuizen aan een Amsterdamse gracht op Uilenburg, Privatbesitz.
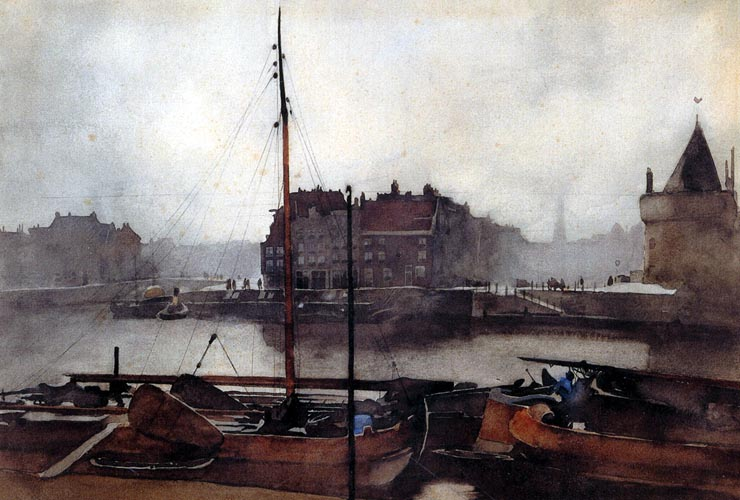
Willem Witsen (1891): Prins Hendrikkade te Amsterdam.
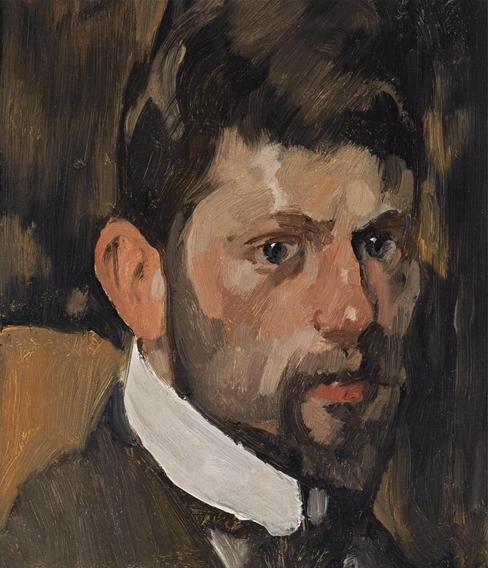
Willem Witsen (1900): Porträt von Felicien Bobeldijk, Privatbesitz.
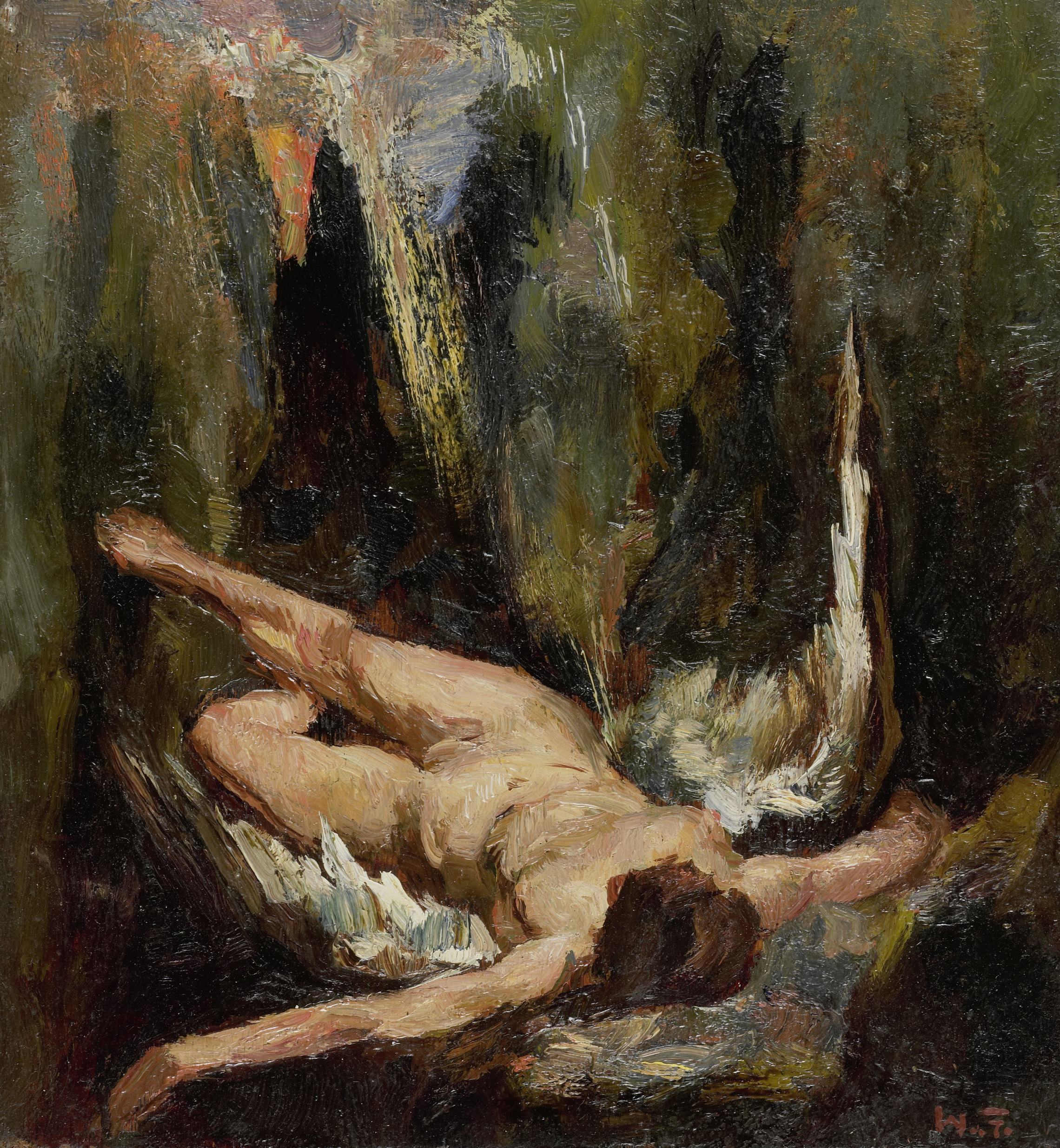
Willem de Zwart (1885/1931): Der gefallene Engel, Rijksmuseum.
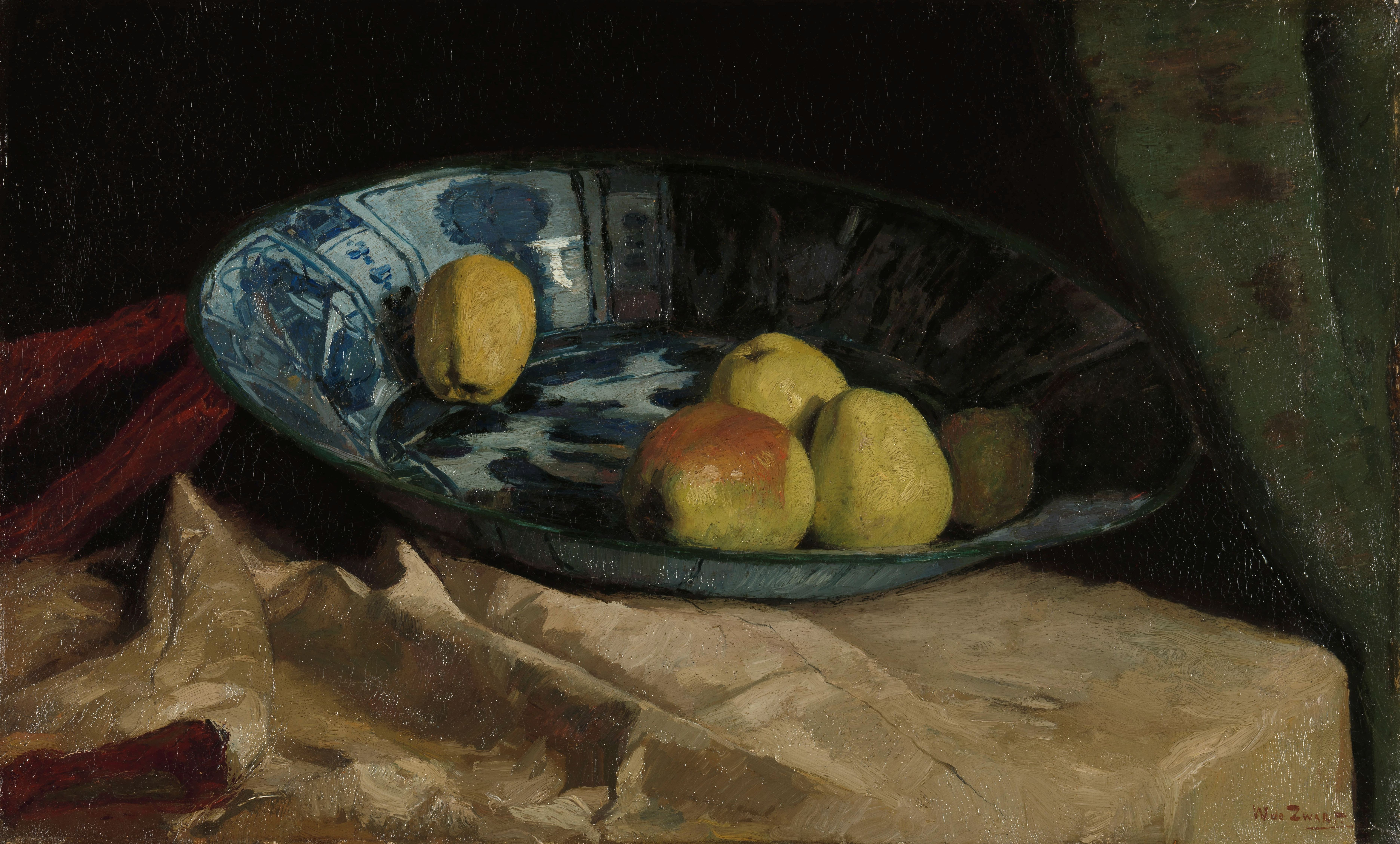
Willem de Zwart (1880/90): Stillleben mit Äpfeln auf Schale im Delfter Blau, Rijksmuseum Amsterdam.
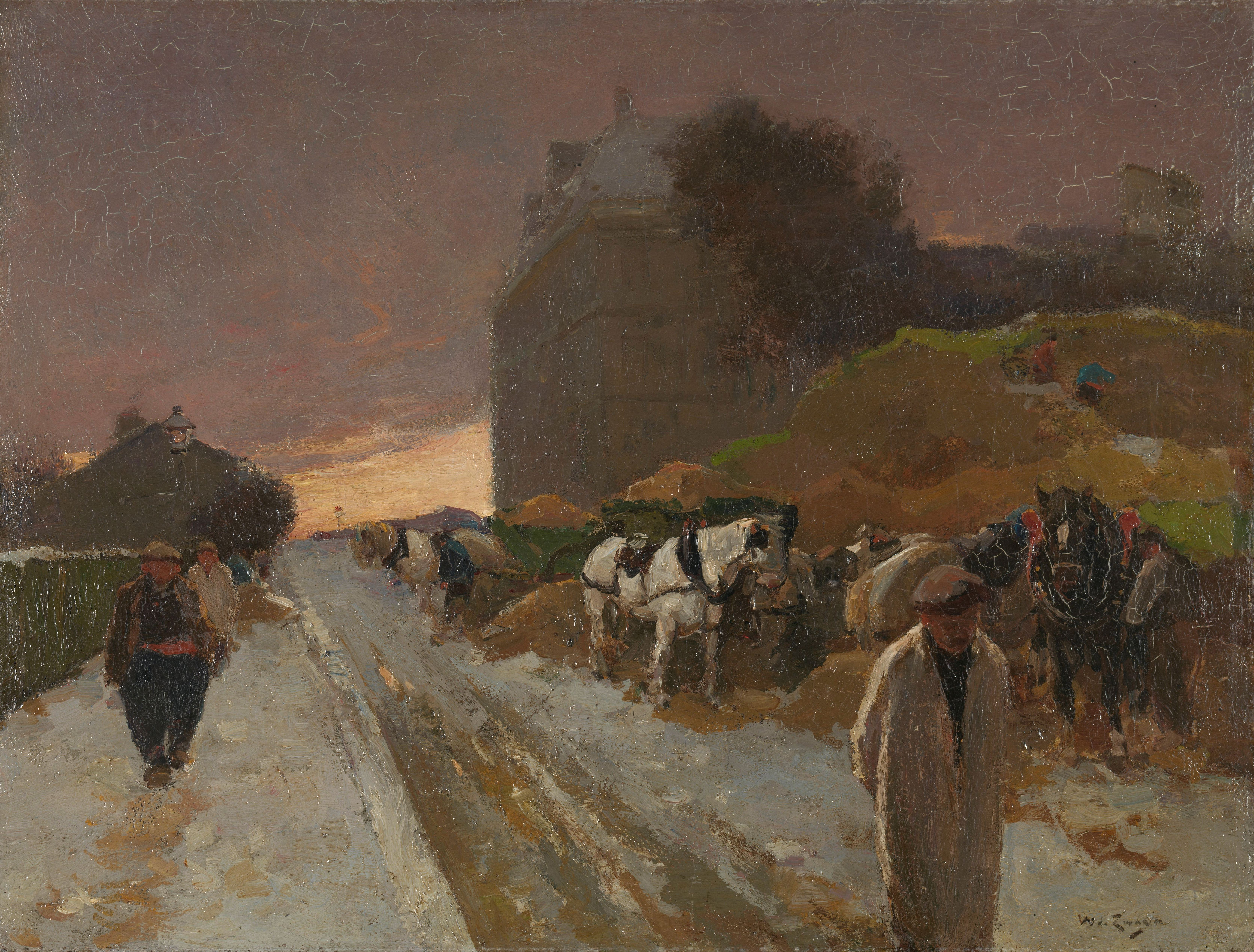
Willem de Zwart (1890): Straße in Montmartre, Parijs, im Winter, Rijksmuseum Amsterdam.

## Amsterdamse Joffers als weitere Bewegung im Amsterdamer Impressionismus
- Lizzy Ansingh (1875–1959)
- Jo Bauer-Stumpff (1873–1964)
- Ans van den Berg (1873–1942)
- Nelly Bodenheim (1874–1951)
- Marie van Regteren Altena (1868–1958)
- Jacoba Johanna (Coba) Ritsema (1876–1961)
- Suze Robertson (1855–1922)
- Thérèse Schwartze (1851–1918)
- Jacoba Surie (1879–1970)
- Betsy Westendorp-Osieck (1880–1968)

Weitere lose Mitglieder waren:
- Elsa Woutersen-van Doesburgh (1875–1957)
- Josepha Johanna Julia Marie Tepe (1884–1962)

## Galerie der Amsterdamse Joffers

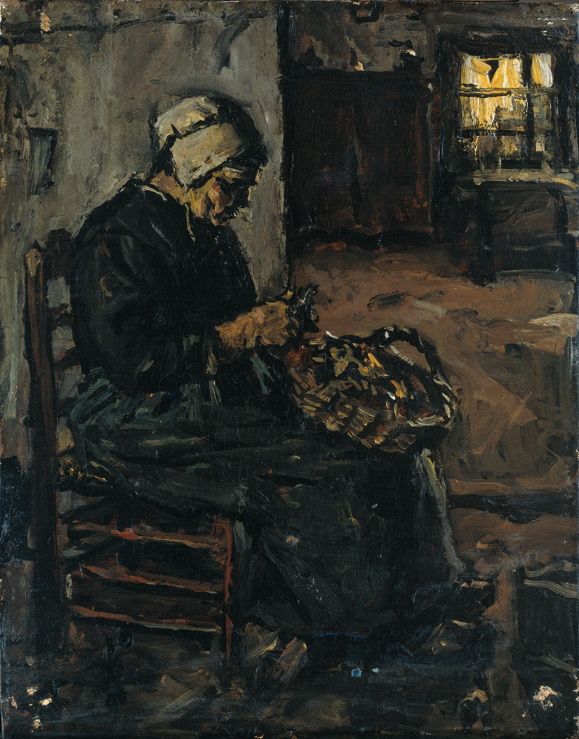
Suze Robertson (1922): Kartoffeln schälende Bauersfrau, Rijksmuseum.
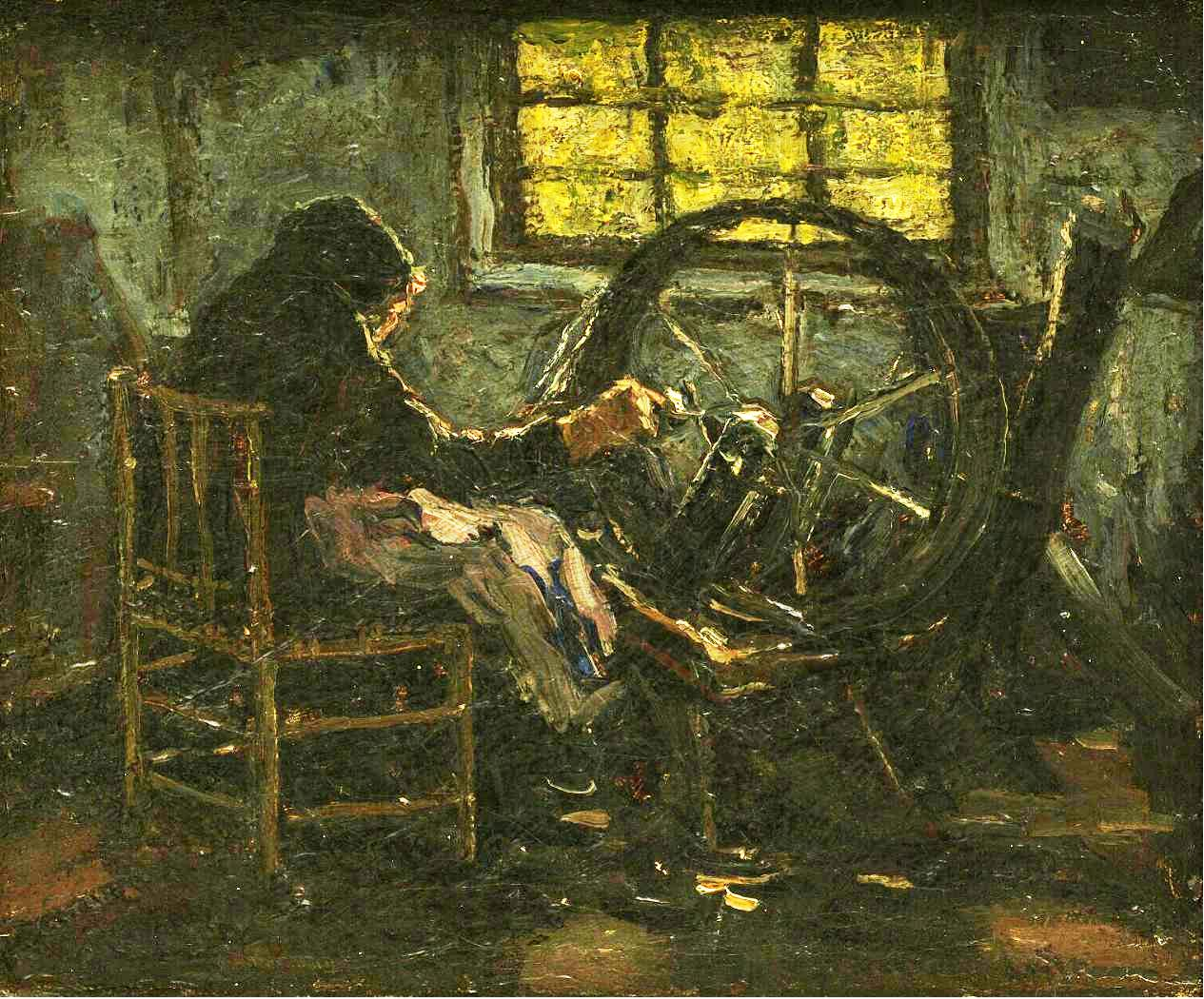
Suze Robertson (1900): Frau beim Spinnen, Gemeentemuseum Helmond.
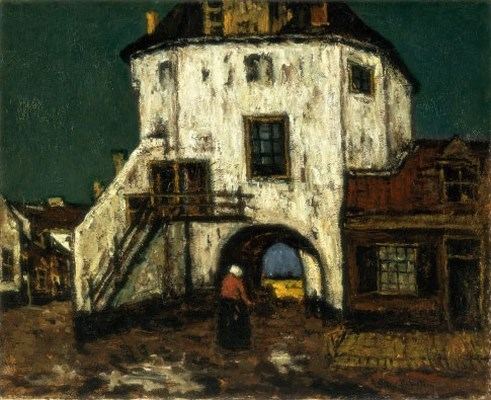
Suze Robertson (vor 1922): Fischertor zu Harderwijk, Privatbesitz.
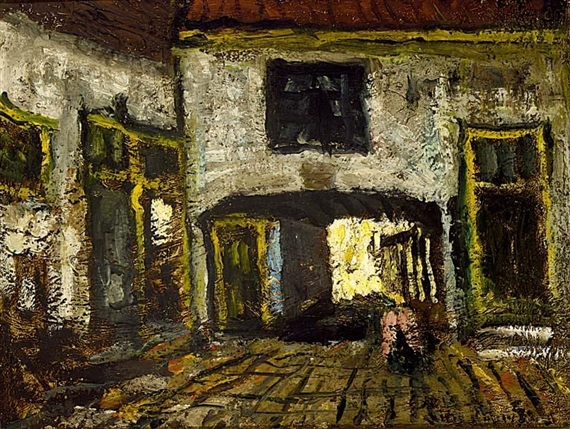
Suze Robertson (vor 1922): Courtyard together with a Work, Privatbesitz.
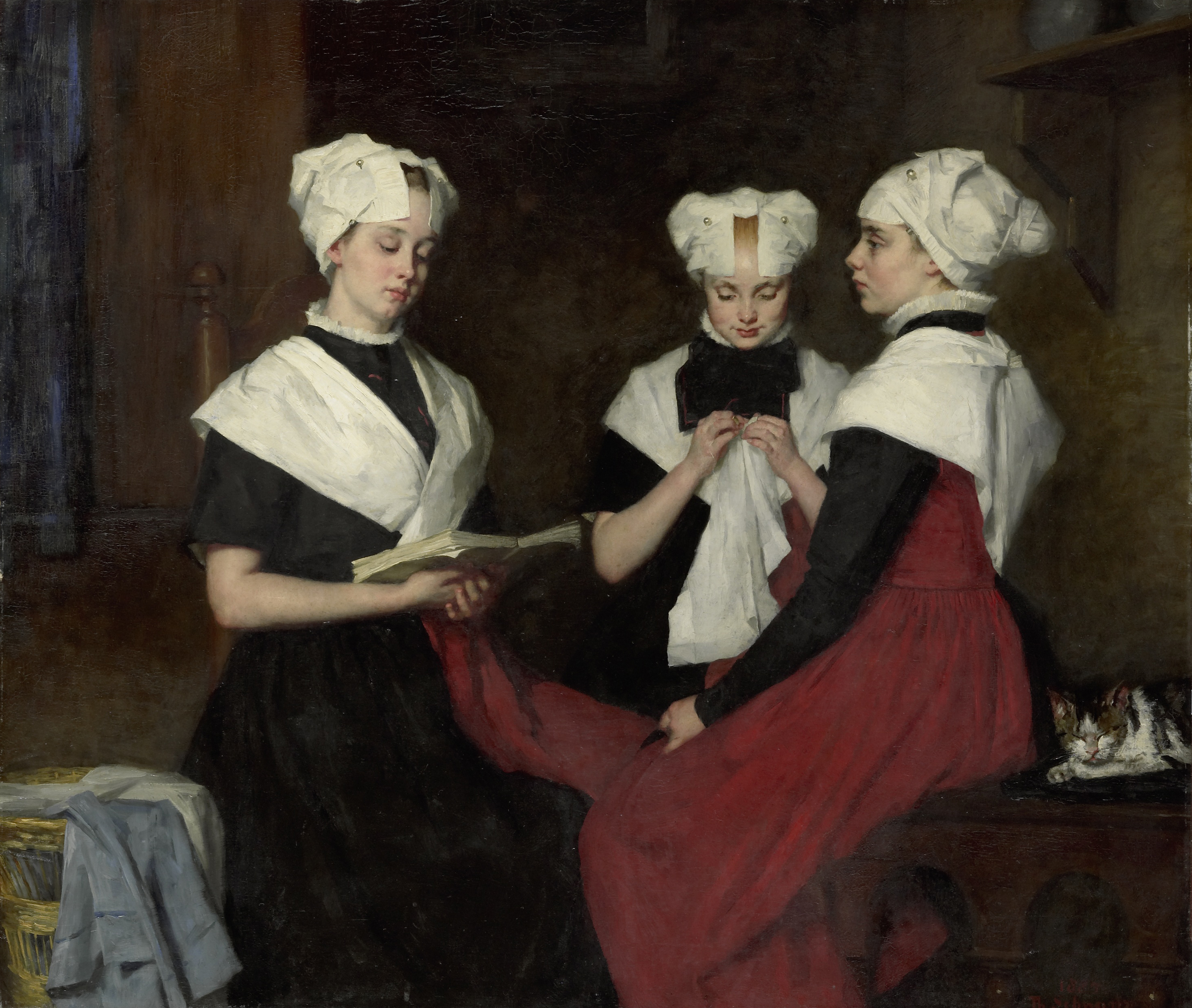
Thérèse Schwartze (1885): Drei Mädchen aus dem Waisenhaus zu Amsterdam.
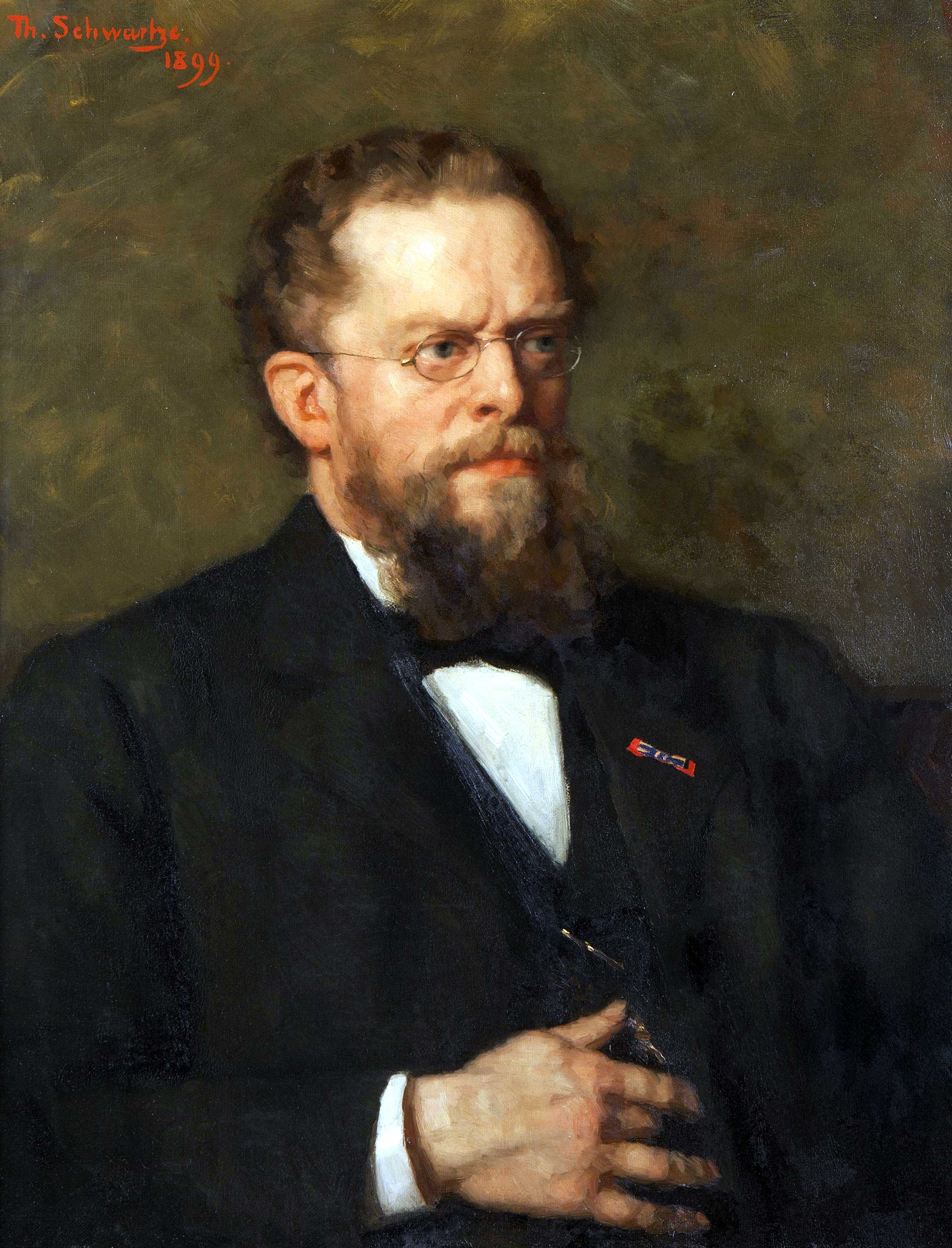
Thérèse Schwartze (1899): Prof. Franchimont.
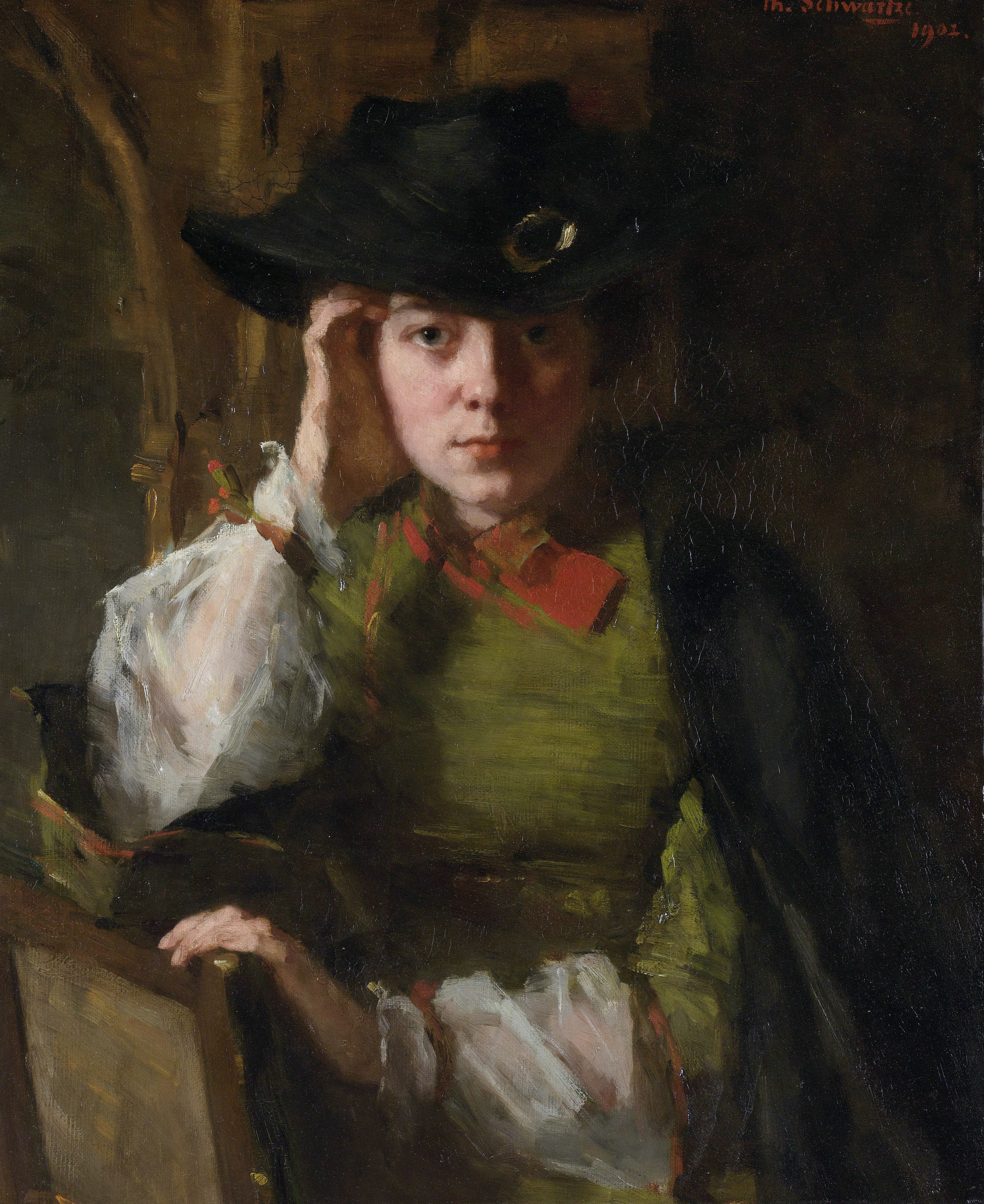
Thérèse Schwartze (1902): Porträt von Lizzy Ansingh.
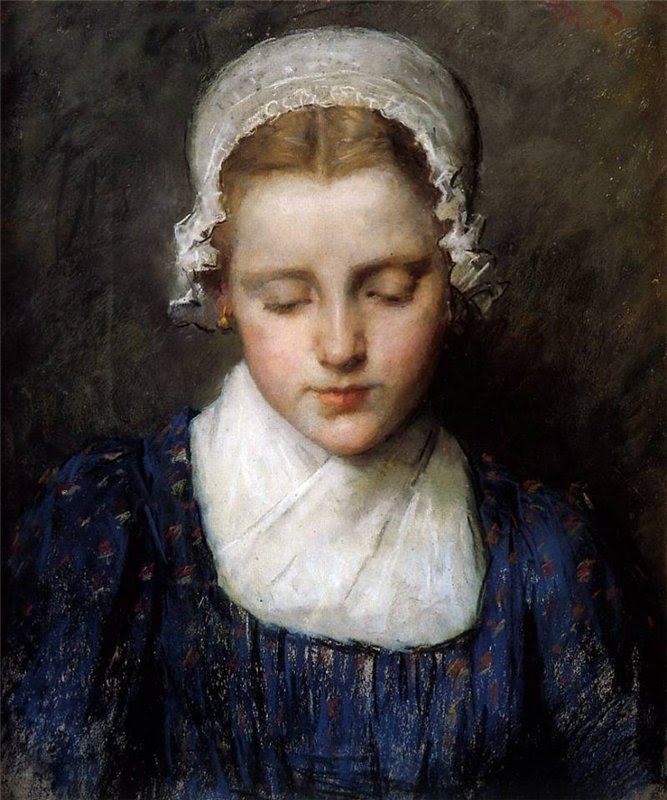
Thérèse Schwartze (1918): Porträt eines Mädchens.
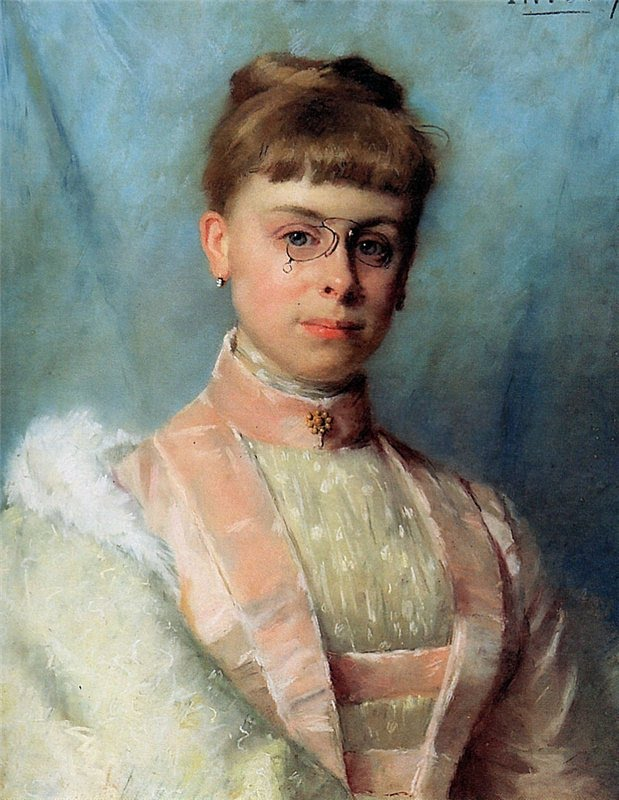
Porträt von Johanna Eugenia Theadora Van Hoorn Schouwe (1918).